# Boimorto (La Coruña)
Boimorto es un municipio y localidad situado en la provincia de La Coruña, en la comunidad autónoma de Galicia, España. Forma parte de la comarca de Arzúa, al sureste de la provincia. Limita con los municipios de Arzúa, Sobrado dos Monxes, Frades y Mellid, entre otros. Su territorio abarca una superficie de 82,34 km², y cuenta con una población de 1801 habitantes (INE 2024). El gentilicio de sus habitantes es boimortés.

## Toponimia
El topónimo Boimorto ha sido objeto de varias interpretaciones. Según el profesor Gonzalo Ramón Navaza Blanco, titular de literatura en la Universidad de Vigo, el origen del nombre podría estar relacionado con la palabra gallega bado, que designaría un paso o senda no utilizada en la actualidad.
Otra interpretación sugiere que el componente Boi podría hacer referencia a peñas o rocas, ya que se encuentra en varios topónimos con ese significado. En este caso, morto tendría un sentido relacionado, aludiendo a un lugar con abundantes piedras o terrenos pedregosos.
Esta última hipótesis es apoyada por Fernando Cabeza Quiles, quien en su obra Os nomes de lugar sugiere que el topónimo podría provenir de la voz celta mor, que hace referencia a un lugar pedregoso o cubierto de piedras.
De este modo, el nombre de Boimorto podría estar relacionado tanto con su geografía como con su historia, reflejando un entorno de terrenos pedregosos o antiguos pasos que ya no se usan.

## Geografía

### Geografía física

#### Ubicación
El término municipal de Boimorto, con una superficie de 82,34 km², se encuentra ubicado en el sureste de la provincia de La Coruña, en la comunidad autónoma de Galicia, España. Limita con los municipios de Mesía al noroeste, Vilasantar al norte, Sobrado al noreste y este, Frades al oeste, y Arzúa al sur y suroeste. Al sureste, limita con el municipio de Mellid.
El territorio de Boimorto se caracteriza por su paisaje rural y montañoso, formado por colinas, valles y áreas de terreno agrícola. La mayor parte del municipio se encuentra en un relieve que presenta una altitud media de entre 300 y 500 metros sobre el nivel del mar. Su geografía, unida a su situación en la comarca de Arzúa, contribuye a su atractivo como parte del Camino de Santiago y a su riqueza natural.
Su territorio se encuentra representado en las hojas MTN50 (escala 1:50 000) 0071 y 0096 del Mapa Topográfico Nacional.
| Noroeste: Mesía | Norte: Vilasantar | Nordeste: Sobrado |
| Oeste: Frades   |                   | Este: Sobrado     |
| Suroeste: Arzúa | Sur: Arzúa        | Sureste: Mellid   |

#### Clima
El término municipal de Boimorto se encuentra dentro del dominio climático oceánico húmedo, con características térmicas propias del interior, lo que le otorga un clima de transición. La influencia del mar es atenuada por el relieve, en especial por la superficie de aplanamiento donde se ubica el municipio, que alcanza una altitud máxima de 400 metros sobre el nivel del mar. Esta altitud y la ubicación geográfica, alejada de la costa, contribuyen a una ligera continentalidad en las temperaturas, especialmente en los meses de invierno, cuando la temperatura media baja a 6,7 °C en enero.
Las temperaturas estivales son relativamente moderadas, con una media de 18,1 °C en julio, lo que refleja el carácter templado de la zona. La temperatura media anual es de 12 °C, unos dos grados inferior a la media de la costa gallega, y la oscilación térmica anual ronda los 11 °C, lo que indica una diferencia considerable entre las temperaturas máximas de verano e invierno.
El municipio de Boimorto experimenta precipitaciones elevadas durante todo el año, favorecidas por su exposición tanto a los vientos del Noroeste y Norte como a los flujos húmedos procedentes del Suroeste y Oeste. El régimen anual de lluvias presenta un máximo en invierno, cuando se concentra aproximadamente el 36 % de las precipitaciones anuales. El verano es relativamente seco, con solo un 11 % de las lluvias, mientras que las estaciones intermedias, primavera y otoño, mantienen una pluviosidad más equilibrada, con un 24 % y un 23 % respectivamente. Es común que el cielo permanezca nublado durante largos períodos y que se registren entre 143 y 138 días de lluvia al año.
Este clima húmedo y templado influye en la vegetación y la agricultura de la zona, que son características del entorno rural de Boimorto, propiciando el desarrollo de cultivos como el maíz y la patata, así como el predominio de la ganadería bovina en la región.

### Geografía humana

#### Demografía y tendencias de población
El municipio de Boimorto cuenta con una población de 1801 habitantes (INE 2024) habitantes según los datos más recientes del Instituto Galego de Estatística (IGE), con una población registrada en 2023 de 1.935 habitantes. A lo largo de las últimas décadas, la población de Boimorto ha experimentado un progresivo descenso, como es característico de muchos municipios rurales de Galicia. Este fenómeno está asociado al éxodo rural hacia las ciudades, lo que ha provocado una disminución tanto en el número total de habitantes como un incremento en el envejecimiento de la población.
| Gráfica de evolución demográfica de Boimorto entre 1842 y 2021                                                        |
| |
| Población de derecho según los censos de población del INE. Población de hecho según los censos de población del INE. |

Como sucede en muchas zonas rurales, Boimorto sufre una notable masculinización de su población. Este fenómeno es más evidente en las pirámides de población, donde se observa que, a pesar de la simetría en los grupos más jóvenes, los hombres predominan en los tramos de edad entre los 20 y los 60 años, con una mayor concentración de nacidos en la década de 1960. Esta tendencia también se refleja en la parte superior de la pirámide, debido a la mayor longevidad de las mujeres y la existencia de dos residencias de ancianos en el municipio.

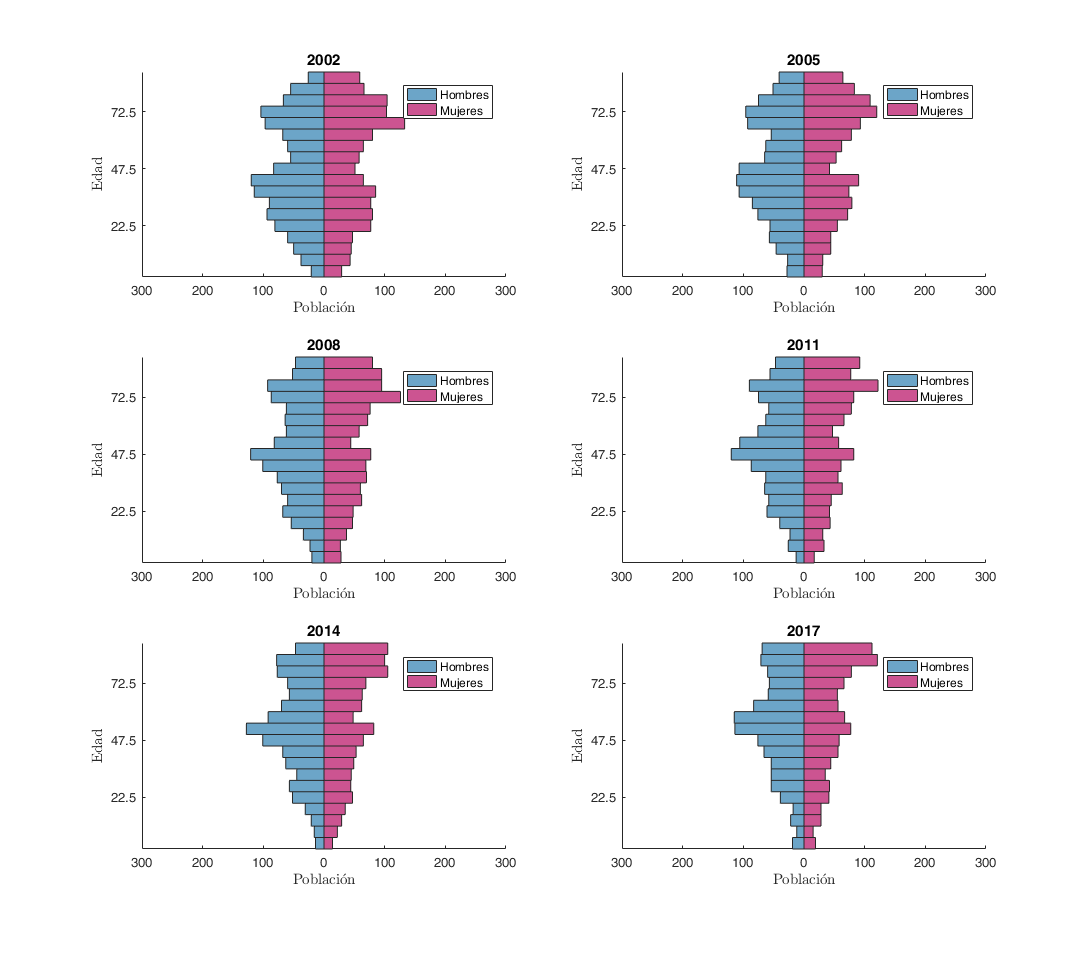
Pirámides de población entre 2002 y 2017 del ayuntamiento de Boimorto, en La Coruña

Boimorto enfrenta varios retos relacionados con la despoblación, que se ha visto acelerada por el éxodo rural hacia las ciudades más grandes de Galicia. Este fenómeno también está asociado con el envejecimiento de la población, lo que presenta desafíos tanto en el ámbito social como económico para el municipio. La estructura de la población refleja una concentración de personas mayores, lo que plantea la necesidad de adaptar los servicios sociales y de salud a una población cada vez más envejecida.
Se observa que la tasa de natalidad es baja, mientras que la esperanza de vida es relativamente alta, lo que ha dado lugar a una pirámide poblacional invertida. Las autoridades locales han buscado estrategias para mitigar estos problemas, impulsando iniciativas de desarrollo local, el apoyo al emprendimiento rural y fomentando el retorno de jóvenes a la vida rural.
En resumen, Boimorto enfrenta un claro desafío demográfico, donde el envejecimiento de la población y la despoblación rural son temas prioritarios. Las autoridades locales y regionales continúan trabajando para revertir estas tendencias y mejorar la calidad de vida de los habitantes del municipio, a través de la implementación de políticas públicas orientadas al desarrollo rural y la mejora de las infraestructuras sociales.

## Organización y Gobernanza

### Organización territorial
El municipio de Boimorto está formado por 108 entidades de población, que se distribuyen en 13 parroquias.
Las parroquias de Boimorto son:
- Andabao (San Martín)
- Ángeles (Santa María)
- Arceo (San Vicente)
- Boimil (San Miguel)
- Boimorto (Santiago)
- Brates (San Pedro)
- Buazo (Santa María)
- Cardeiro (San Pedro)
- Corneda (San Pedro)
- Dormeá (San Cristóbal)
- Mercurín (San Juan)
- Rodieiros (San Simón)
- Sendelle (Santa María)

El municipio se caracteriza por su entorno rural y natural, con una geografía en la que predominan paisajes agrícolas y forestales. En las parroquias se pueden encontrar diversas construcciones tradicionales, como pazos, molinos y cruces, que reflejan el patrimonio cultural y arquitectónico de la zona.
Cada parroquia tiene su propio patrimonio e historia, con eventos y celebraciones locales que mantienen vivas las tradiciones de la región. A través de estos eventos, como las fiestas patronales de cada parroquia y el Festival de la Luz, se fortalece la identidad local de Boimorto y su integración en el panorama cultural de la Comarca de Arzúa y la provincia de La Coruña.
La organización territorial de Boimorto, junto con su proximidad al Camino de Santiago, hace que el municipio sea una parte integral de la historia y cultura gallega, con un enfoque centrado en la preservación de su patrimonio histórico y el fomento del desarrollo económico local.

### Administración municipal
La distribución de los concejales del Ayuntamiento de Boimorto ha estado marcada por diferentes épocas políticas que reflejan la evolución del municipio en términos de representación y gobernanza.
La primera etapa comienza con las elecciones municipales de mayo de 1983, cuando las diferentes candidaturas encabezadas por Luis Verea Taboada (AP-PDP-UL en 1983, AP en 1987 y PPdeG a partir de entonces) obtienen mayorías absolutas, consolidando un dominio del Partido Popular de Galicia (PPdeG) en el municipio.
Un punto de inflexión importante ocurrió en 2003, cuando José Ignacio Portos Vázquez, concejal por el PPdeG, decidió presentar su propia candidatura, "Alternativa de Independentes por Boimorto" (AIB). Esta nueva candidatura obtuvo un total de 578 votos, principalmente a costa del PP, y pactó con los partidos PSdeG-PSOE y BNG para formar gobierno.
En esta segunda etapa, José Ignacio Portos Vázquez, primero con AIB y luego con PSdeG-PSOE, fue alcalde durante tres legislaturas. Esta fase de alternancia política se caracteriza por un equilibrio entre el PSdeG-PSOE y las opciones de centro-derecha.
La tercera etapa se inició cuando José Ignacio Portos Vázquez renunció a la alcaldía en 2014 por motivos personales, tras 11 años al frente del municipio. En su lugar, Ana Ledo Fernández asumió la alcaldía el 26 de mayo de 2014.
En la legislatura 2015-2019, Gonzalo Concheiro Coello, candidato del PP, presentó una moción de censura que fue respaldada por el tránsfuga José Balado Casal, tercer edil del PSdeG-PSOE. Este acuerdo dio lugar a la sustitución del alcalde José Luis Rivas Cruz (BNG) por Gonzalo Concheiro.
En las elecciones municipales de mayo de 2019, María Jesús Novo Gómez, candidata del PP, se convirtió en alcaldesa de Boimorto. Desde mayo de 2023, sigue al frente de la administración municipal.
| Elecciones    | UCD  | UCD | CD   | CD | AP-PDP-UL | AP-PDP-UL | EG   | EG | PSdeG-PSOE | PSdeG-PSOE | AP   | AP | PPdeG | PPdeG | PDP-PL-CG | PDP-PL-CG | BNG  | BNG | DG   | DG | AIB  | AIB |
|               | Vot. | C.  | Vot. | C. | Vot.      | C.        | Vot. | C. | Vot.       | C.         | Vot. | C. | Vot.  | C.    | Vot.      | C.        | Vot. | C.  | Vot. | C. | Vot. | C.  |
| Abril de 1979 | 627  | 9   | 332  | 4  | -         | -         | -    | -  | -          | -          | -    | -  | -     | -     | -         | -         | -    | -   | -    | -  | -    | -   |
| Mayo de 1983  | -    | -   | -    | -  | 792       | 7         | 341  | 3  | 222        | 1          | -    | -  | -     | -     | -         | -         | -    | -   | -    | -  | -    | -   |
| Junio de 1987 | -    | -   | -    | -  | -         | -         | -    | -  | 305        | 2          | 804  | 6  | -     | -     | 458       | 3         | 77   | 0   | -    | -  | -    | -   |
| Mayo de 1991  | -    | -   | -    | -  | -         | -         | -    | -  | 491        | 3          | -    | -  | 1036  | 6     | -         | -         | 305  | 2   | -    | -  | -    | -   |
| Mayo de 1995  | -    | -   | -    | -  | -         | -         | -    | -  | 310        | 2          | -    | -  | 1250  | 8     | -         | -         | 203  | 1   | -    | -  | -    | -   |
| Mayo de 1999  | -    | -   | -    | -  | -         | -         | -    | -  | 348        | 2          | -    | -  | 1250  | 7     | -         | -         | 238  | 1   | 215  | 1  | -    | -   |
| Mayo de 2003  | -    | -   | -    | -  | -         | -         | -    | -  | 235        | 1          | -    | -  | 729   | 5     | -         | -         | 242  | 1   | -    | -  | 578  | 4   |
| Mayo de 2007  | -    | -   | -    | -  | -         | -         | -    | -  | 887        | 6          | -    | -  | 612   | 4     | -         | -         | 220  | 1   | -    | -  | -    | -   |
| Mayo de 2011  | -    | -   | -    | -  | -         | -         | -    | -  | 789        | 5          | -    | -  | 670   | 5     | -         | -         | 196  | 1   | -    | -  | -    | -   |
| Mayo de 2015  | -    | -   | -    | -  | -         | -         | -    | -  | 538        | 4          | -    | -  | 687   | 5     | -         | -         | 297  | 2   | -    | -  | -    | -   |
| Mayo 2019     | -    | -   | -    | -  | -         | -         | -    | -  | 396        | 3          | -    | -  | 757   | 6     | -         | -         | 249  | 2   | -    | -  | -    | -   |
| Mayo 2023     | -    | -   | -    | -  | -         | -         | -    | -  | 248        | 2          | -    | -  | 854   | 6     | -         | -         | 199  | 1   | -    | -  | -    | -   |

| Legislatura | Nombre                                                               | Partido    |
| ----------- | -------------------------------------------------------------------- | ---------- |
| 1979 - 1983 | José Antonio Blanco Ramos                                            | UCD        |
| 1983 - 1985 | Luis Verea Taboada                                                   | CP         |
| 1985 - 1987 | Luis Verea Taboada                                                   | AP         |
| 1987 - 1991 | Luis Verea Taboada                                                   | PP         |
| 1991 - 1995 | Luis Verea Taboada                                                   | PP         |
| 1995 - 1999 | Luis Verea Taboada                                                   | PP         |
| 1999 - 2003 | Luis Verea Taboada                                                   | PP         |
| 2003 - 2007 | José Ignacio Portos Vázquez                                          | AIB        |
| 2007 - 2011 | José Ignacio Portos Vázquez                                          | PSdeG-PSOE |
| 2011 - 2015 | José Ignacio Portos Vázquez Ana Ledo Fernández                       | PSdeG-PSOE |
| 2015 - 2019 | José Luis Rivas Cruz Gonzalo Concheiro Coello María Jesús Novo Gómez | BNG PP     |
| 2019 - 2023 | María Jesús Novo Gómez                                               | PP         |
| 2023 - act. | María Jesús Novo Gómez                                               | PP         |

### Administración judicial
Boimorto pertenece al partido judicial n.º 8 de la provincia de La Coruña, con sede en Arzúa. Esta demarcación judicial incluye, además de Boimorto, los municipios de Mellid, El Pino, Santiso, Toques y Touro. En esta demarcación se encuentra un Juzgado de Primera Instancia que se encarga de los asuntos civiles y penales más relevantes.
Dado que Boimorto no dispone de un Juzgado de Primera Instancia en su término municipal, y conforme al artículo 99 de la Ley Orgánica 6/1985, de 1 de julio, del Poder Judicial, el municipio cuenta con un Juzgado de Paz. Este juzgado se encarga de resolver asuntos menores y de paz, como las actas notariales, la conciliación de las partes, y ciertos procedimientos civiles.

## Economía

### Sectores productivos

#### Sector primario
El sector primario en Boimorto está principalmente representado por la ganadería, especialmente la bovina de orientación láctea, aunque la ganadería de carne (vacas de carne) tiene una mayor representación que la media comarcal, alcanzando un 33%. Según los datos del Instituto Gallego de Estadística (IGE), el número de bovinos en el municipio se ha mantenido bastante estable desde el año 2000, rondando las 7.000 cabezas de ganado. En cuanto a las vacas de ordeño, las cifras experimentaron un descenso notable entre 2002 y 2005, pero se han mantenido estables en más de 2.500 cabezas desde entonces.
El número de bovinos por explotación ha aumentado de 19 bovinos por explotación en 2002 a 38 bovinos por explotación en 2021, como se puede observar en el gráfico siguiente:
En cuanto a la superficie dedicada a las explotaciones agrícolas, ha experimentado fluctuaciones en las últimas décadas. En 1989, la superficie dedicada a la agricultura era de 5.610 hectáreas, cifra que aumentó a 6.387 hectáreas en 1999, para después disminuir a 4.653 hectáreas en 2009. Esta disminución está relacionada con el número de explotaciones y la reducción de la cantidad de tierra en propiedad, que pasó de 3.082 hectáreas en 1999 a 2.570 hectáreas en 2009.
Una particularidad de Boimorto es que muchas de sus parroquias han sido objeto de concentración parcelaria, un proceso que reagrupa tierras para mejorar su explotación. Las concentraciones parcelarias en Boimorto se realizaron en las siguientes parroquias: Andabao (1991, con 785 ha), Ángeles (1993, con 446 ha), Arceo (1997, con 774 ha), Brates-Mercurín (1984, con 949 ha), Buazo (1991, con 339 ha), Cardeiro (1969, con 715 ha), Dormeá (2010, con 1.017 ha), y Sendelle (1985, con 950 ha). Las concentraciones parcelarias aún no se han realizado en las parroquias de Corneda y Rodieiros.
En cuanto a los aprovechamientos forestales, la superficie dedicada a este sector experimentó un fuerte aumento entre 1989 y 1999, con un incremento superior al 100%. Sin embargo, en la década previa a 2009, esta superficie se redujo en un 33%. Actualmente, el municipio dispone de 964 hectáreas dedicadas a especies arbóreas y forestales. La mayoría de estas tierras están plantadas con eucalipto, aunque también se encuentran otras especies como el castaño, roble, cerezo o nogal.

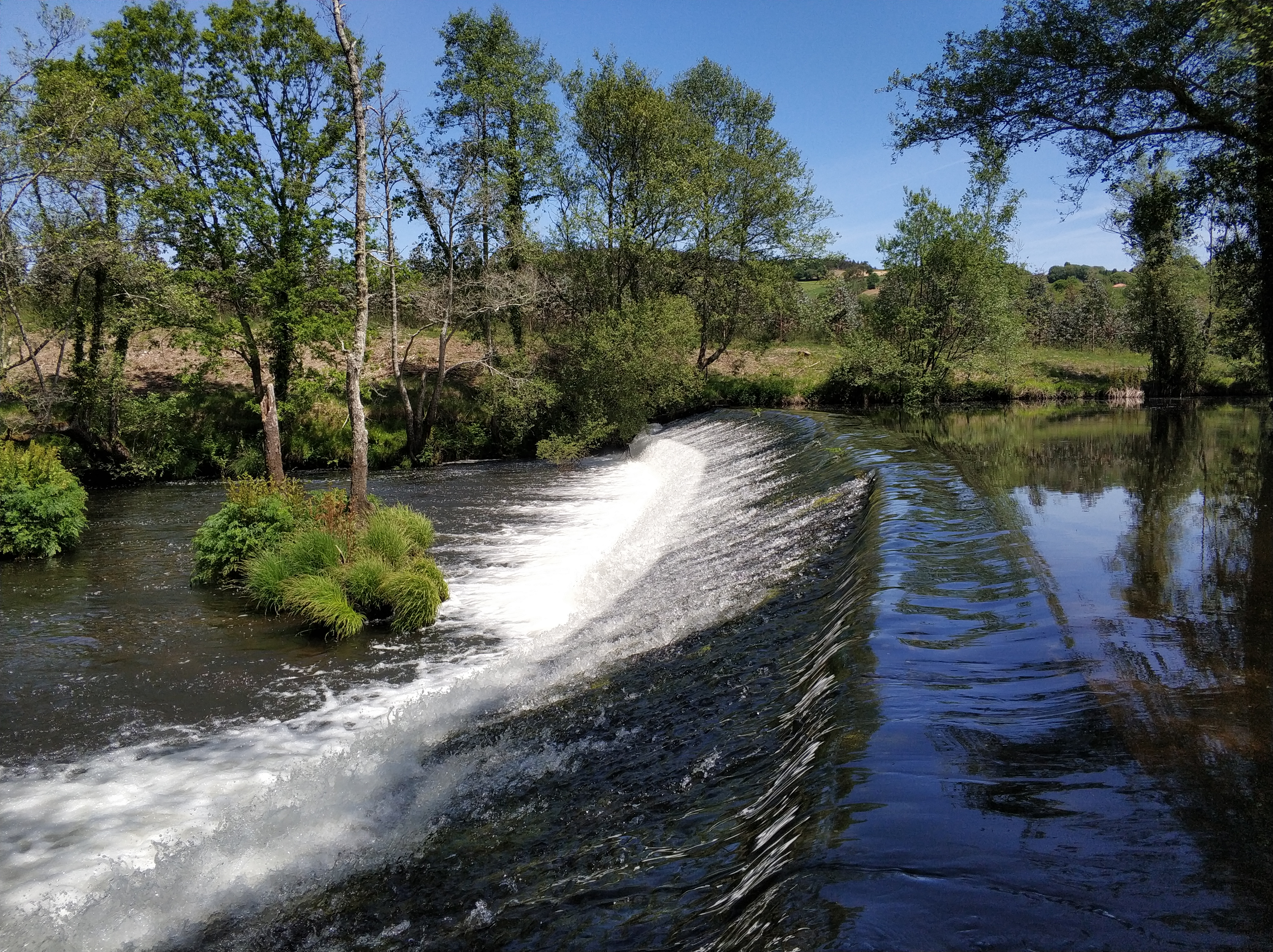
Refugio de Ponte Castro, en Arceo, Boimorto

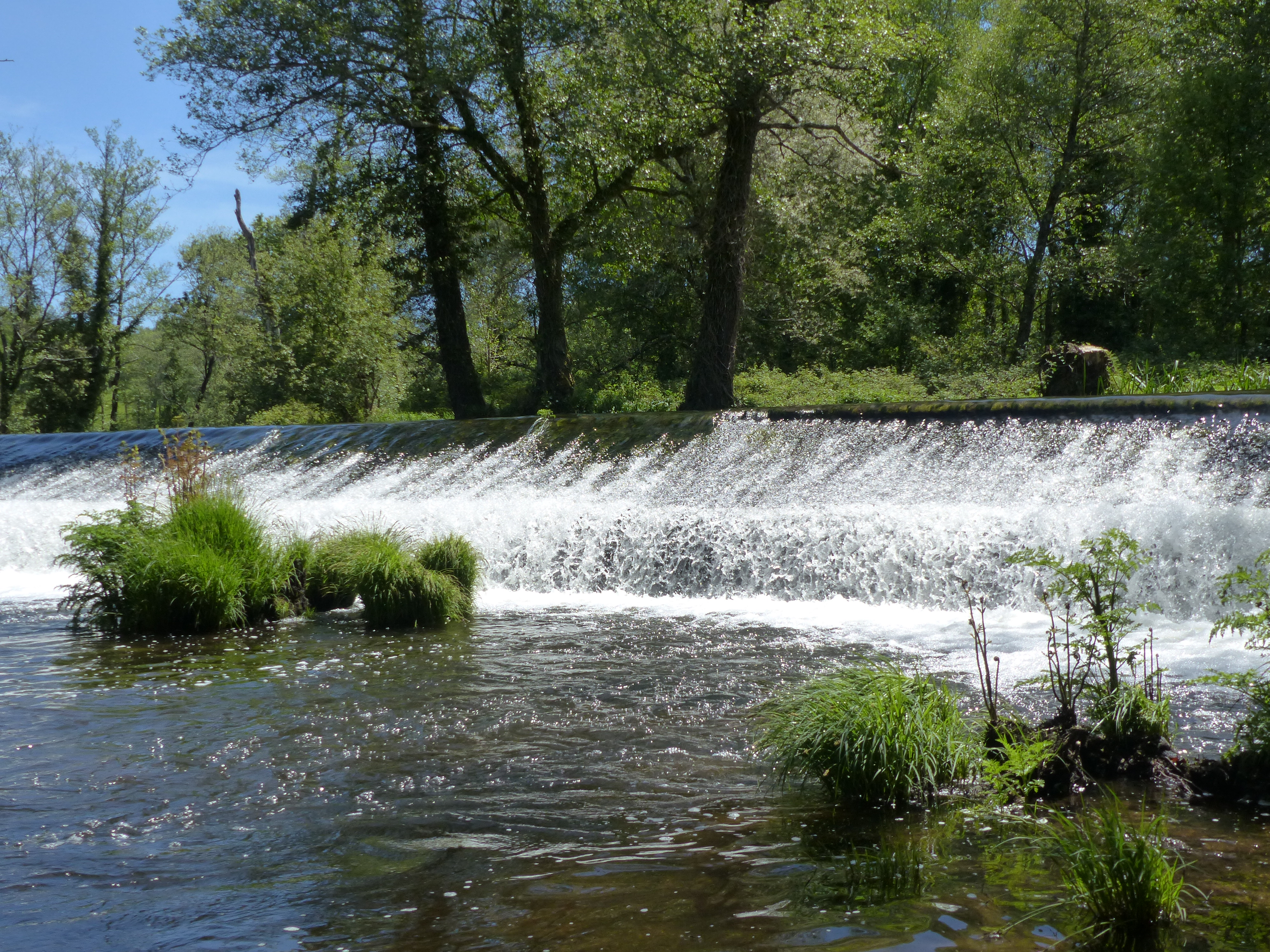
Refugio Puente Castro, en Arceo, Boimorto

Además de la ganadería y la agricultura, Boimorto cuenta con uno de los siete cotos de pesca del río Tambre, el Coto de Ponte Castro, donde es posible pescar trucha. Este coto tiene una longitud de 8,5 kilómetros, con el límite superior en Pasos de Mezonzo (límite Vilasantar-Boimorto) y el inferior en Ponte As Vegas (límite Mesía-Vilasantar).
El municipio también dispone de dos cotos de caza: el Tecor de Barro y el Tecor de Rebellón.

#### Sector secundario
El sector secundario, que incluye la industria y la construcción, es el que menos peso tiene en la economía de Boimorto, con una representación menor en cuanto a número de ocupados. Su actividad se concentra en pequeños talleres artesanales, carpinterías y en el sector de la construcción. Las empresas en este sector suelen ser principalmente de tipo autónomo o pequeñas empresas con pocos empleados.

#### Sector terciario
El sector servicios en Boimorto tiene una estructura tradicional, basada principalmente en el comercio familiar. La mayoría de los servicios del municipio se concentran en la capital municipal, donde se encuentran la mayor parte de los comercios y servicios básicos. El turismo rural está en expansión, destacándose la presencia de varias casas de turismo en la zona.

### Renta per cápita
Según datos de la Agencia Estatal de Administración Tributaria (AEAT), Boimorto, con una renta bruta media de 14.902 €, se posicionó como el 2.586.º municipio con mayor renta a nivel nacional, y el 244.º a nivel autonómico en el año 2016. Esta cifra coloca a Boimorto como el cuarto municipio con menor renta disponible de la provincia de La Coruña, solo por delante de Toques, Sobrado dos Monxes y Monfero.
Desde que la AEAT comenzó a publicar información sobre la renta disponible, Boimorto ha experimentado un ligero incremento en la renta bruta media, pasando de 13.664 € en 2013 a 14.902 € en 2016. Esto representa un incremento del 9,06 % en la renta bruta media.
En el siguiente gráfico se puede observar la evolución de la renta bruta media (y1) y de la renta disponible media (y2) en el municipio desde 2013 hasta 2016, según los datos de la Agencia Estatal de Administración Tributaria:
Las fuentes oficiales, como el Instituto Gallego de Estadística, también reflejan esta tendencia de crecimiento moderado, aunque el municipio sigue estando entre los de renta más baja de la provincia. La renta disponible ha crecido en todos los años estudiados, alcanzando los 13.282 € en 2016.
A pesar de este incremento, Boimorto sigue enfrentando retos en cuanto a su renta per cápita, una situación común en muchos municipios rurales de Galicia. La economía local sigue siendo principalmente agrícola y ganadera, lo que limita su capacidad para aumentar significativamente los ingresos de los habitantes.

#### Comparativa con municipios cercanos
En comparación con otros municipios de la comarca de Arzúa, Boimorto tiene una renta bruta media inferior a la media provincial y autonómica, lo que refleja las características socioeconómicas del área, muy dependiente de la agricultura y ganadería, y con una población envejecida. Otros municipios cercanos, como Arzúa o Frades, presentan una renta ligeramente superior, pero todavía por debajo de la media gallega.

### Desempleo
El desempleo en Boimorto presenta una serie de características propias de los municipios rurales de Galicia, donde la economía depende principalmente del sector primario, lo que influye en las tasas de empleo y desempleo. Según datos del Servicio Público de Empleo Estatal (SEPE), el paro registrado en Boimorto ha fluctuado a lo largo de los años, afectando principalmente a las personas jóvenes y mayores de 45 años, con un predominio de desempleo en sectores como la agricultura y los servicios.

Paro registrado en Boimorto por sectores, ramas de actividad y edades.

En la gráfica anterior se pueden observar los datos de paro registrado en Boimorto por sectores, ramas de actividad y edades, lo que proporciona una visión detallada de cómo las personas desempleadas están distribuidas en diferentes segmentos laborales.

#### Evolución del desempleo
La tasa de desempleo en Boimorto ha estado históricamente por encima de la media de la provincia de La Coruña y de la comunidad autónoma de Galicia, en parte debido a la dependencia de sectores con una mayor estacionalidad, como la agricultura y la ganadería. A lo largo de los últimos años, las tasas de paro han mostrado una tendencia creciente, especialmente en los periodos posteriores a la crisis económica global de 2008, aunque se ha estabilizado en los últimos años.
Según los últimos datos disponibles del IGE y el SEPE, el municipio ha experimentado ciertos esfuerzos para diversificar su economía y generar nuevas fuentes de empleo, especialmente en el ámbito del turismo rural y la industria agroalimentaria. No obstante, los índices de desempleo juvenil siguen siendo una preocupación central para la comunidad.

#### Paro por sectores
El desempleo en Boimorto se distribuye principalmente entre los siguientes sectores:
- Sector primario (agricultura y ganadería): Aunque la agricultura y la ganadería siguen siendo la principal fuente de empleo en el municipio, el paro en este sector es significativo debido a la falta de modernización y la estacionalidad de los trabajos.
- Sector terciario (comercio y servicios): El sector servicios también presenta altos índices de paro, con especial concentración en la hostelería y el pequeño comercio, que dependen del turismo rural y la población local.
- Sector secundario (industria y construcción): Aunque el paro en el sector industrial es menor, la construcción ha experimentado un estancamiento, lo que también afecta a las tasas de empleo en este ámbito.

#### Medidas para la reducción del desempleo
El municipio de Boimorto ha impulsado varias iniciativas para reducir las tasas de desempleo, entre las que destacan:
- Promoción del turismo rural: Con el fin de diversificar la economía local, Boimorto ha fomentado el desarrollo del turismo rural con diversas casas de turismo, en busca de generar empleo en el sector de la hostelería.
- Iniciativas agroalimentarias: En los últimos años se han impulsado proyectos de desarrollo del sector agroalimentario, con la creación de cooperativas y pequeñas empresas que se dedican a la producción y comercialización de productos locales.
- Formación y empleo juvenil: A través de programas de formación y empleo dirigidos a la juventud, el municipio ha intentado frenar la fuga de talentos y mejorar las oportunidades laborales de los jóvenes boimortenses.

A pesar de estas medidas, la falta de infraestructura y la reducción de la población en el municipio dificultan una recuperación sostenida del empleo a largo plazo. Sin embargo, se sigue trabajando en la diversificación de la economía y en la mejora de las condiciones laborales de la población local.

## Fiestas y eventos

### Festival de la Luz
El Festival de la Luz es el evento más conocido del municipio de Boimorto. Creado en 2003 por la cantante Luz Casal, este festival ha sido un referente cultural en Galicia, atrayendo a miles de visitantes cada año. A lo largo de su historia, ha contado con la participación de importantes artistas tanto nacionales como internacionales, entre los que se incluyen: Manolo García, Los Secretos, Rosendo, Kiko Veneno, Hombres G, Triángulo de Amor Bizarro, Heredeiros da Crus, Love of Lesbian, Seguridad Social, Conchita, Agoraphobia, Siniestro Total, Jarabe de Palo, Fito & Fitipaldis, entre otros.
Este festival es conocido por su enfoque en la música, pero también incluye actividades culturales, como talleres y exposiciones, en un entorno único. El evento se celebra en el mes de septiembre, y su nombre rinde homenaje a la creadora del evento, Luz Casal.

### Cantares de Reis
El Concurso de Cantares de Reis es una festividad de música tradicional que tiene lugar en Boimorto durante las fiestas de Reyes. En este evento, cuadrillas de personas inscritas interpretan el tradicional "cantar de reis", una manifestación de la música popular gallega que se canta al paso de los Reyes Magos. 
Se valora especialmente la autenticidad del "cantar", su dificultad, y la afinación de los participantes, fomentando la preservación de las tradiciones musicales gallegas.
Este evento forma parte de las tradiciones populares de Galicia y representa una importante manifestación cultural para los habitantes del municipio, al mismo tiempo que atrae a muchos visitantes interesados en conocer las costumbres de la zona.

### Conrobla
La Conrobla es una fiesta popular de música tradicional que se celebra el primer fin de semana de julio. Esta fiesta, que se originó como una romería, está organizada por la Agrupación Folclórica Santiaguiños, quienes desde 2005 han sido los encargados de darle vida a este evento que reúne a miles de personas cada año.
La fiesta cuenta con actividades para todos los públicos, entre las que se incluyen juegos tradicionales, talleres de baile y música gallega, y muestras de artesanía local, con un enfoque en la cultura popular gallega. Además, durante estos días, las calles de Boimorto se llenan de colorido y alegría, convirtiéndose en un punto de encuentro para los residentes y los turistas que visitan la zona.

### Feria
La feria mensual de Boimorto se celebra el primer jueves de cada mes, un evento de gran tradición donde los comerciantes locales y de los alrededores ofrecen una amplia variedad de productos. Los asistentes pueden encontrar desde excedentes agrarios, como productos agrícolas y ganaderos, hasta ropa, calzado y aperos de labranza.
Este evento es uno de los pilares de la vida social y comercial del municipio, y tiene una gran importancia para los agricultores y ganaderos de la zona, quienes aprovechan para vender sus productos directamente a los consumidores. Además, la feria atrae a muchas personas de otras localidades cercanas, convirtiéndose en un punto de intercambio comercial y social.

## Otras festividades y eventos
- Fiestas patronales: Durante todo el año, Boimorto celebra diversas festividades en honor a sus santos patronos, como la festividad de San Juan en el mes de junio o la de Santiago Apóstol en julio. Estas celebraciones incluyen misas, procesiones, bailes populares y concursos, en un ambiente festivo muy arraigado en la comunidad.
- Festividades navideñas: Durante la Navidad, se celebran diversas actividades, como la tradicional romería de Reyes, y otros eventos de música y cultura popular que mantienen vivas las tradiciones locales.

### Tradiciones folclóricas

#### Agrupación Folclórica Santiaguiños
La Agrupación Folclórica Santiaguiños fue creada en 1987 y es un grupo de música tradicional de la zona de Boimorto, destacándose en la interpretación de piezas de la música popular gallega. A lo largo de los años, el grupo ha adquirido una gran relevancia a nivel regional, siendo conocido por su labor en la preservación y difusión de las tradiciones musicales y danzas gallegas.
El grupo ha participado en eventos de gran prestigio, como el programa Luar de la Televisión de Galicia, y en festivales tanto dentro de Galicia como en otras comunidades autónomas, lo que le ha permitido consolidarse como una de las agrupaciones folclóricas más representativas de la región.
Actualmente, la Agrupación Folclórica Santiaguiños cuenta con más de 40 alumnos que participan en clases de baile, canto, gaita y percusión, asegurando así el relevo generacional de las tradiciones culturales locales. La agrupación también organiza eventos relacionados con la cultura local, como festivales, conciertos y talleres, contribuyendo activamente a la dinamización cultural de Boimorto y sus alrededores.

### Otras tradiciones y manifestaciones culturales
El folclore gallego se mantiene vivo en Boimorto gracias a iniciativas como la de la Agrupación Folclórica Santiaguiños, pero también mediante otras actividades tradicionales, como la danza y la música en las festividades locales. Además, las romerías y concursos de "Cantares de Reis" contribuyen al enriquecimiento del panorama cultural del municipio.
Las fiestas patronales, las celebraciones de carnaval y otros eventos que rememoran la historia de Galicia, son parte integral de la vida cultural de Boimorto, donde las tradiciones se fusionan con las nuevas generaciones, garantizando la continuidad de la cultura gallega.

### Camino de Santiago
En la Edad Media, el Camino del Norte, vinculado al Monasterio de Sobrado dos Monxes, pasaba por Boimorto, una ruta que, según algunos autores, es la más antigua y, en su tiempo, más concurrida que el Camino Francés. El Camino del Norte entra en el municipio por el lugar de Corredoiras, en la parroquia de Ánxeles. Desde allí, el camino pasa por las parroquias de Boimil y Boimorto, donde los peregrinos tienen la opción de continuar hacia Pedrouzo, en el municipio de O Pino, o seguir en dirección a Arzúa. 
La primera opción lleva a los peregrinos por la CP-0603, atravesando las parroquias de Brates y Mercurín, hasta llegar al lugar de La Mota, en el municipio de Arzúa. La segunda opción los conduce por la CP-0602, pasando por la parroquia de Sendelle, y desembocando en la parroquia de La Mella, también en el municipio de Arzúa.
En 2018, 19.040 peregrinos transitaron por esta ruta del Camino de Santiago, lo que representa un 5.82% del total de peregrinos que llegaron a Santiago de Compostela. Según las estadísticas elaboradas por la Oficina del Peregrino, y excluyendo los Año Santo Jacobeo (2004 y 2010), la cantidad de peregrinos que pasan por el municipio aumenta en más de 900 cada año. A continuación, se presenta la evolución del número de peregrinos que pasan por el Camino del Norte desde 2004:

## Patrimonio

### Patrimonio arquitectónico

#### Arquitectura civil

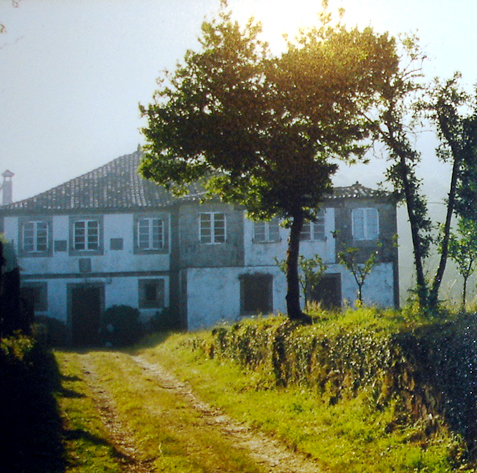
Pazo de Vilanova, en Dormeá, Boimorto

- Pazo de Vieite, en Boimorto,[70] es utilizado como vivienda habitual y explotación agropecuaria. El portalón que limita el acceso presenta en su parte central un escudo de armas.

- Pazo de Vilanova, en Dormeá,[71] es un pazo amurallado con palomar. Su construcción data del siglo XVI. El edificio principal presenta una planta cuadrada que corresponde a diversas etapas constructivas. En su parte posterior hay una gran balconada angular con balaustrada barroca. Posee dos escudos de armas: uno pertenece a la familia de los Castros y otro a los Ulloa.

- Casa del Marco, en Sendelle,[72] propiedad privada del siglo XVII. La puerta principal presenta un arco de medio punto, enmarcado en cantería, y sobre ella se encuentra un escudo de armas.

- Torre de Andabao,[73] no es una torre, sino un caserón restaurado. La construcción cuenta con un escudo de armas en la fachada principal.

#### Arquitectura religiosa
El municipio de Boimorto cuenta con 12 iglesias y 5 capillas, entre las que destacan las siguientes:  

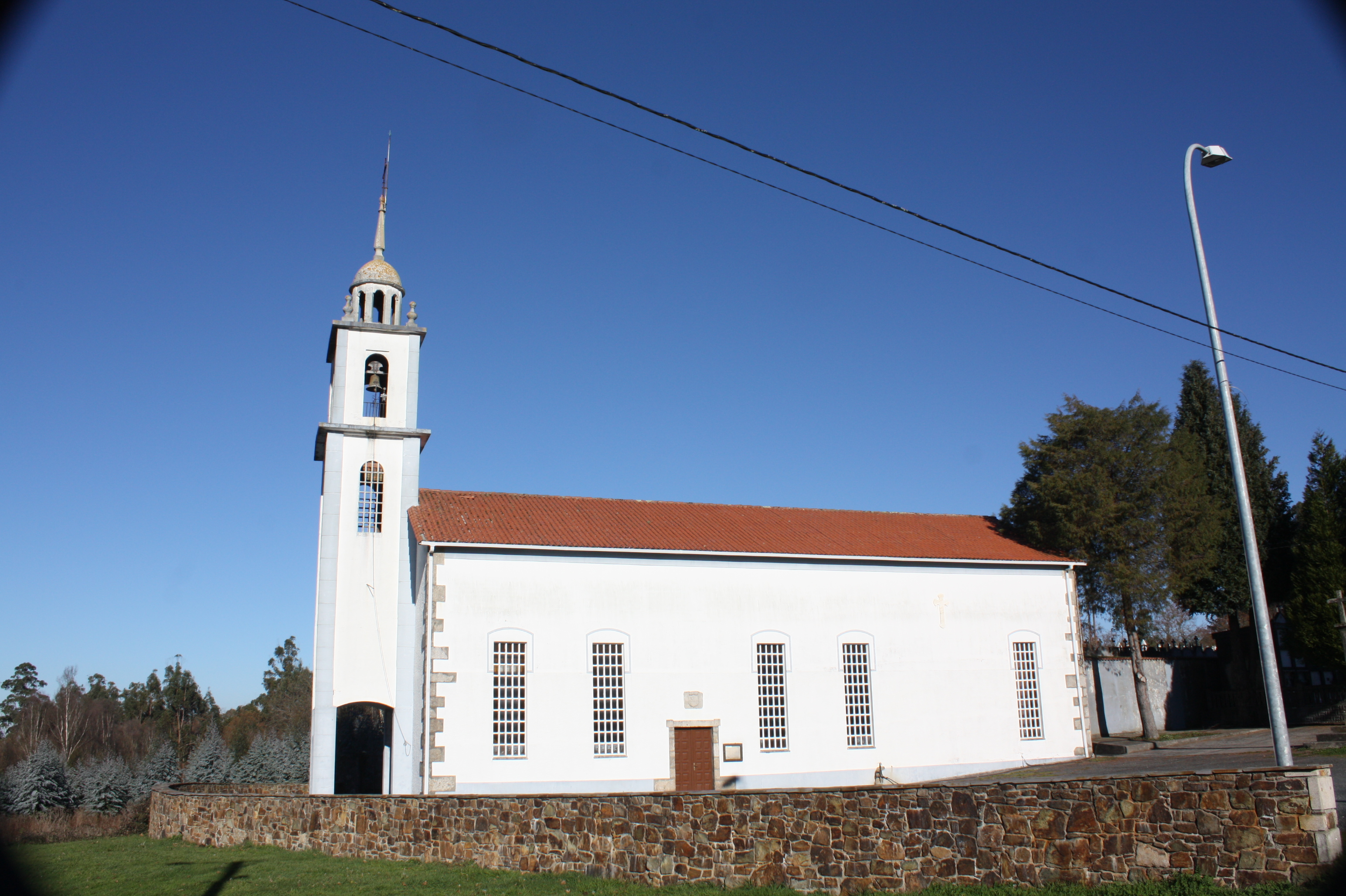
Iglesia de Boimorto

- Iglesia de Santa María de Sendelle, en Sendelle,[74] construida en el siglo XII, presenta una sola nave y sacristía lateral. Posee un gran valor arquitectónico y pictórico, destacando en su interior importantes pinturas.

- Iglesia de Santa María de Os Ánxeles, en Os Ánxeles,[75] cuya fundación se remonta probablemente a la segunda mitad del siglo XII. Es una iglesia reedificada que conserva restos románicos. La fachada presenta una puerta adintelada, en la que se encuentra la imagen de la virgen.

- Iglesia Parroquial de San Martiño de Andabao, en Andabao,[76] construida en el siglo XIX con estilo barroco. Su fachada se distingue por su gran arco de medio punto, flanqueado por esbeltas columnas pegadas y rematado en un frontón triangular. La escalera de acceso es de reciente creación, y en la parte posterior de la iglesia se encuentra un escudo con la inscripción "ano 1807".

- Iglesia Parroquial de San Cristovo de Dormeá, en Dormeá,[77] de estilo románico. La fachada principal fue reformada posteriormente, probablemente en el siglo XIX, con elementos neoclásicos, como una portada adintelada, un óculo semicircular y un frontón partido con pináculos en los extremos.

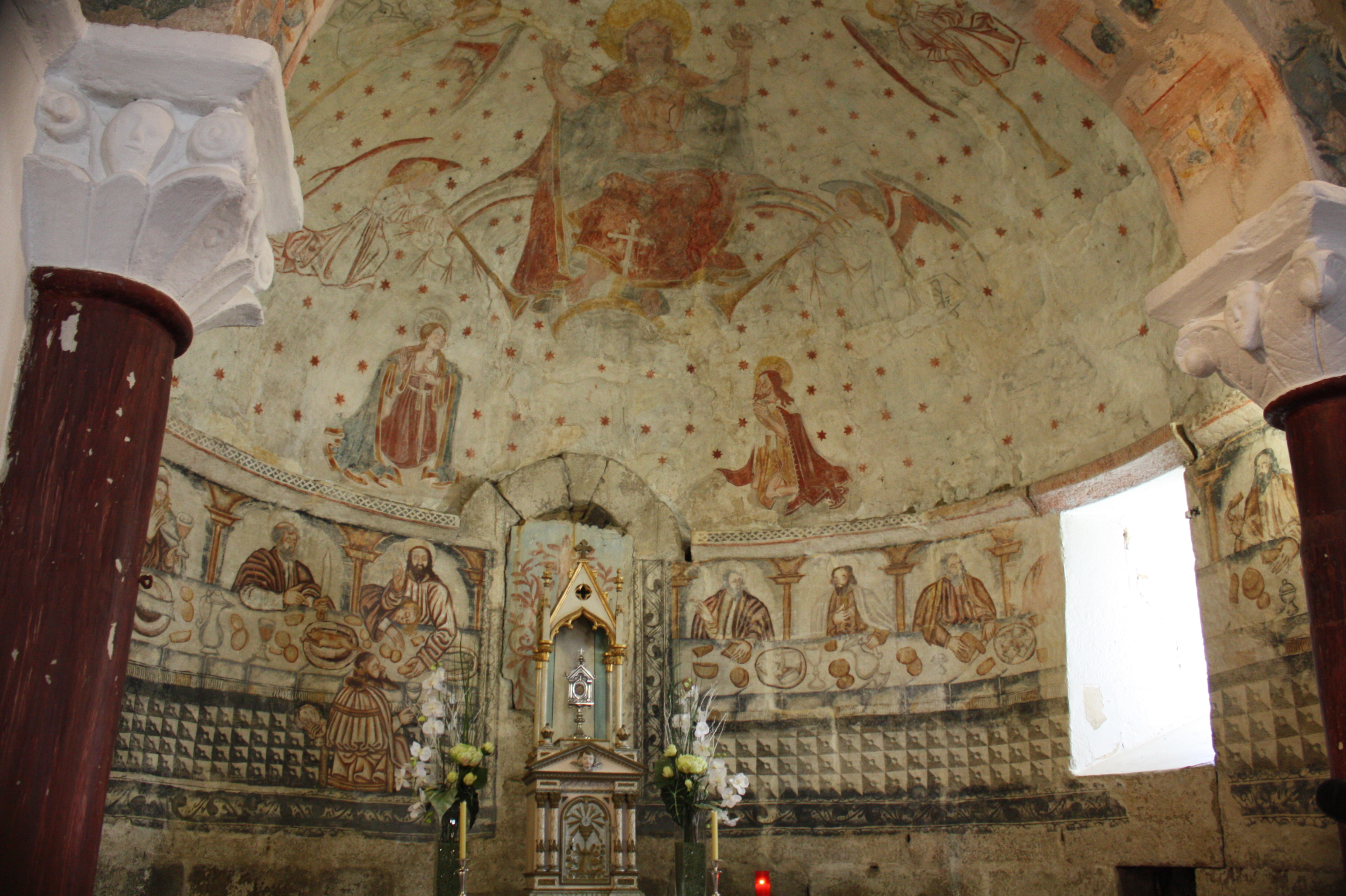
Interior de la iglesia de Sendelle
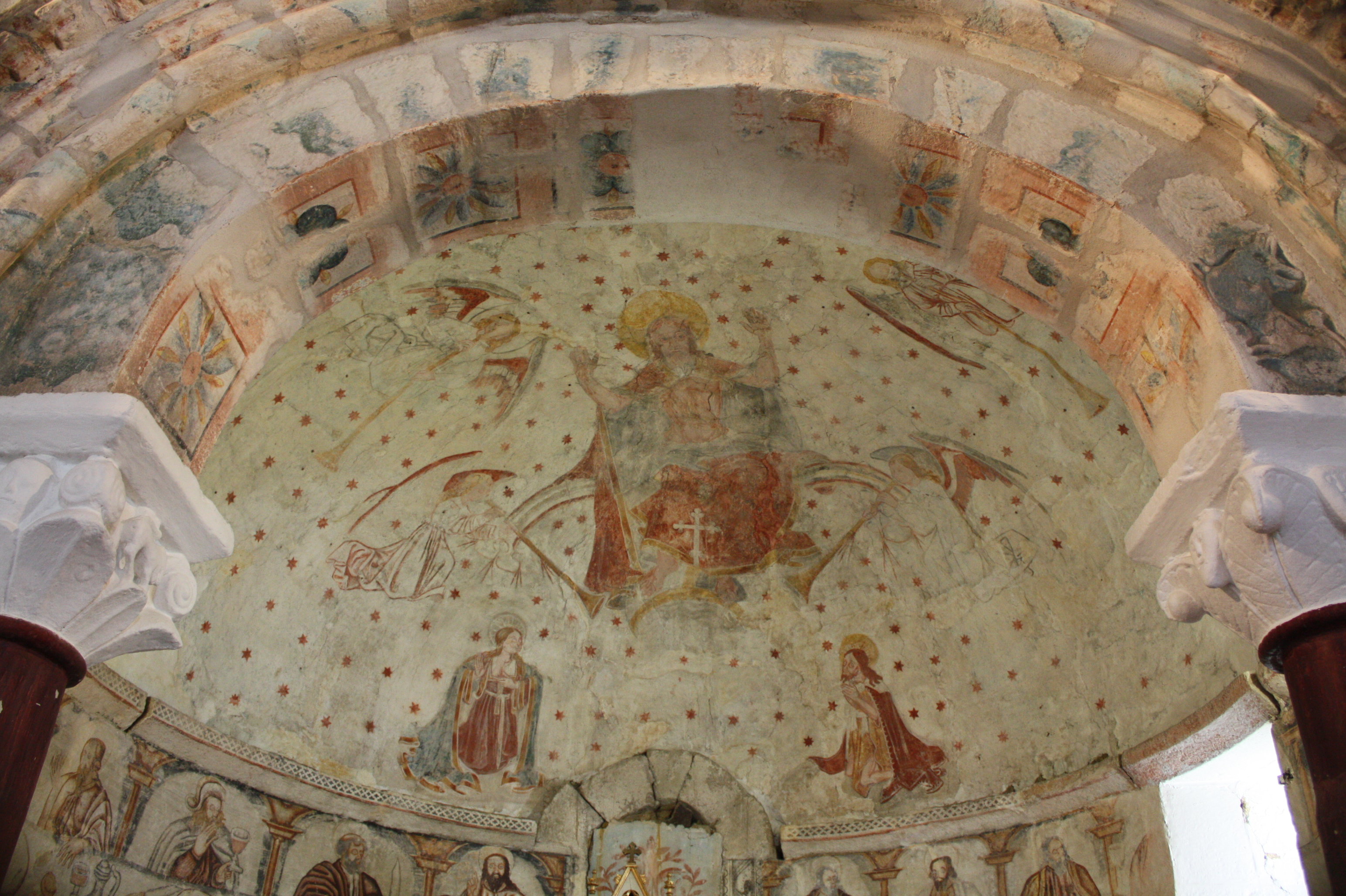
Interior de la iglesia de Sendelle
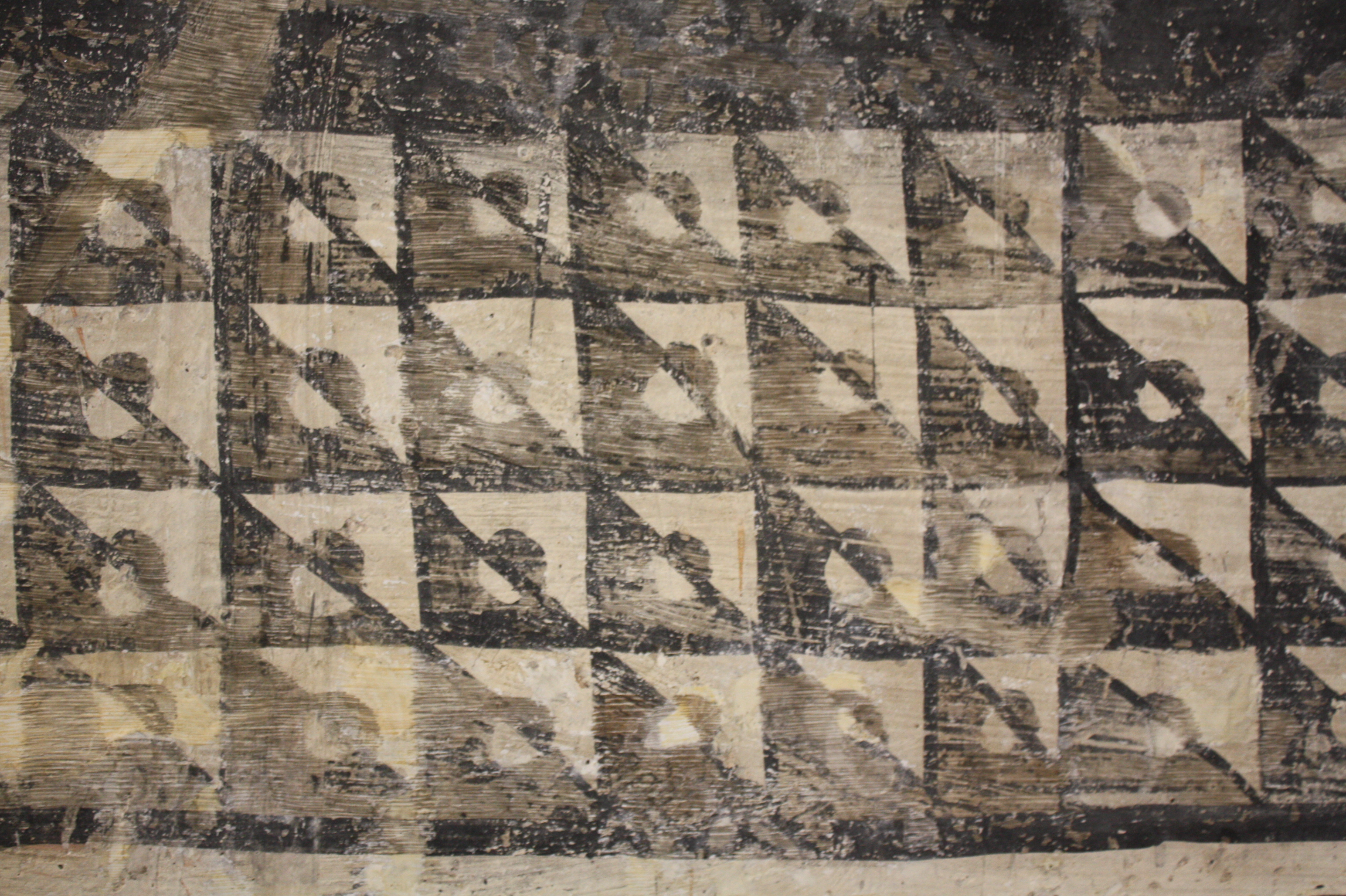
Detalle del interior de la iglesia de Sendelle
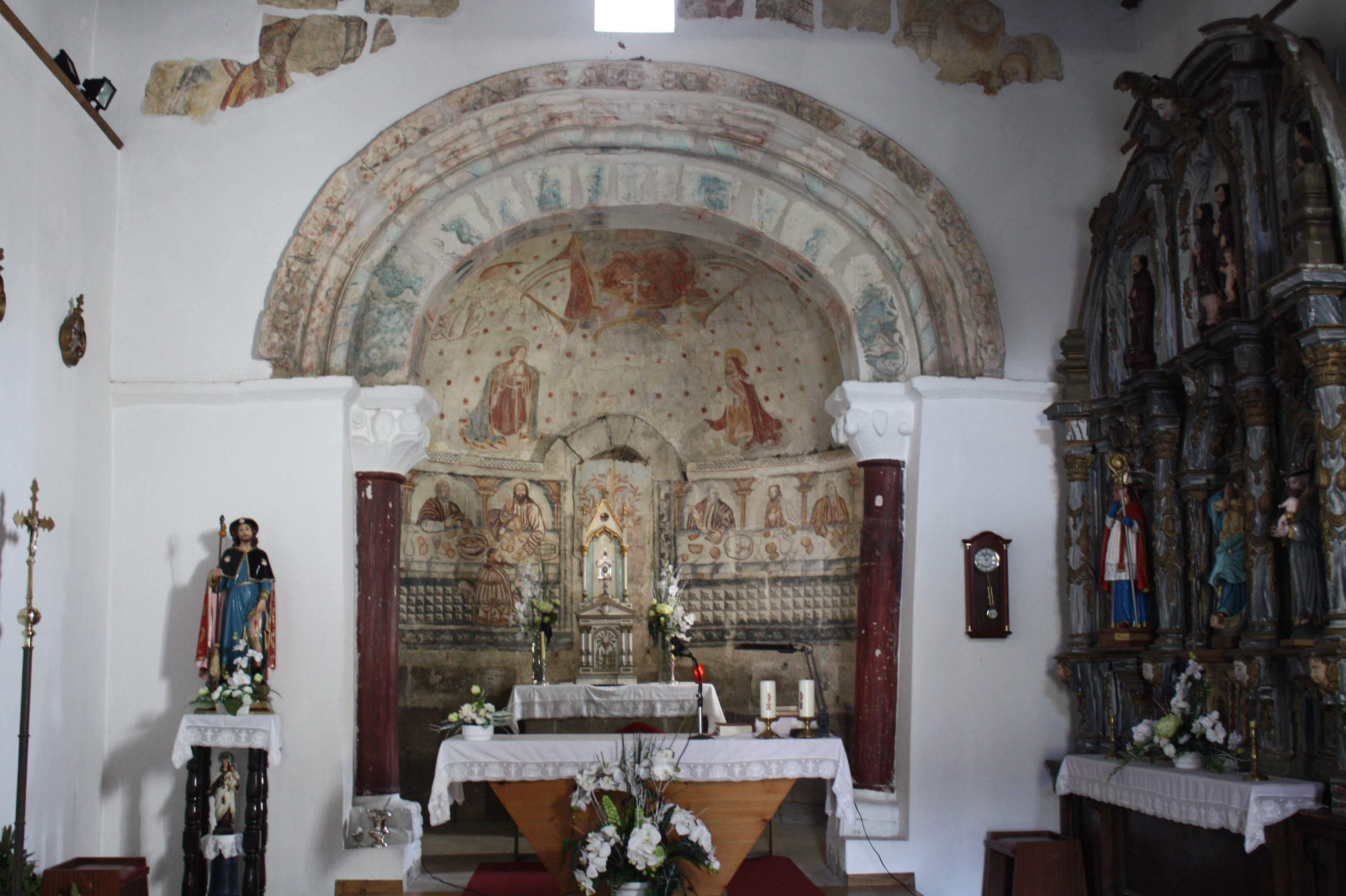
Vista general del altar de la iglesia de Sendelle
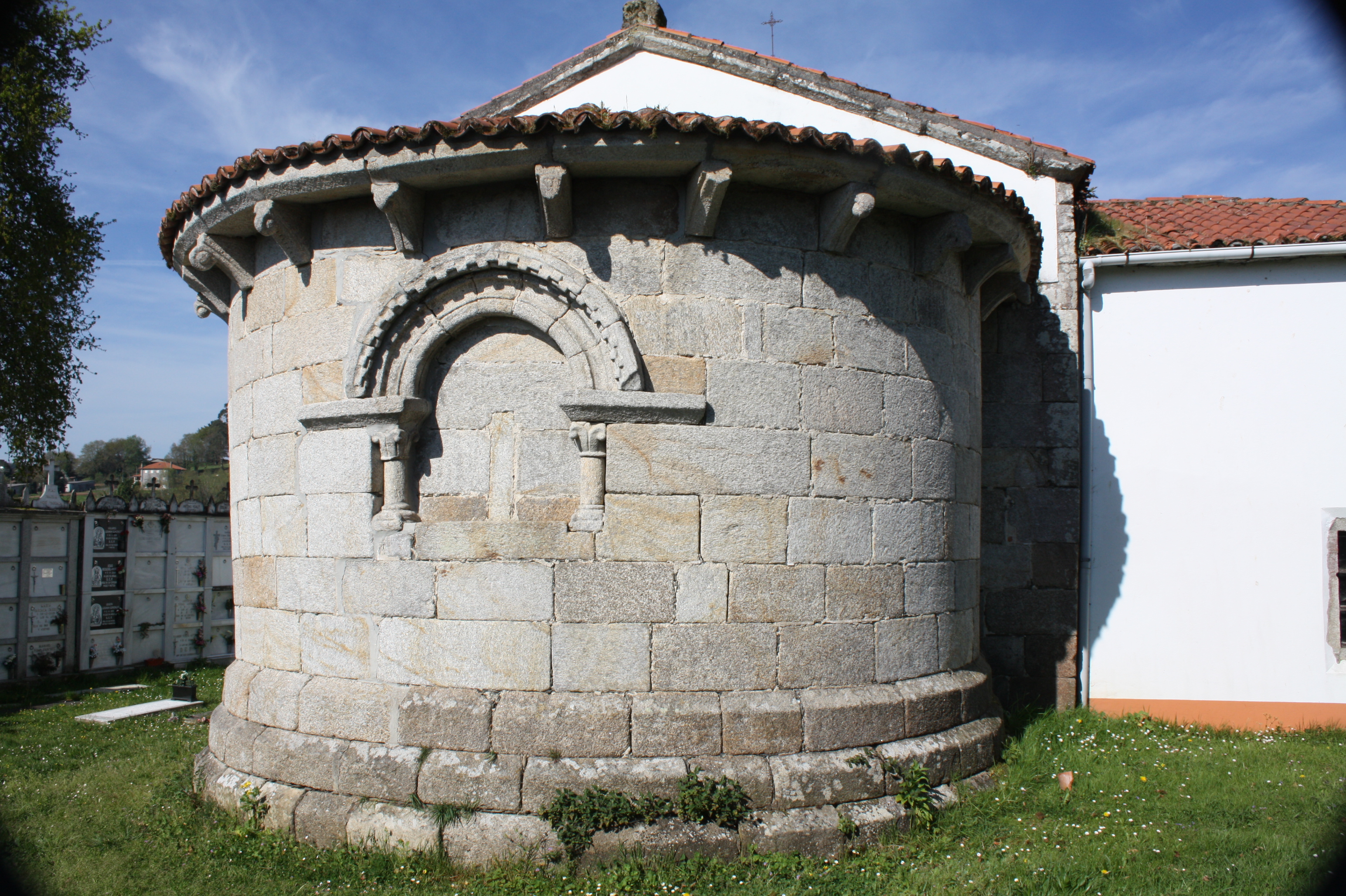
Vista exterior del altar de la iglesia de Sendelle
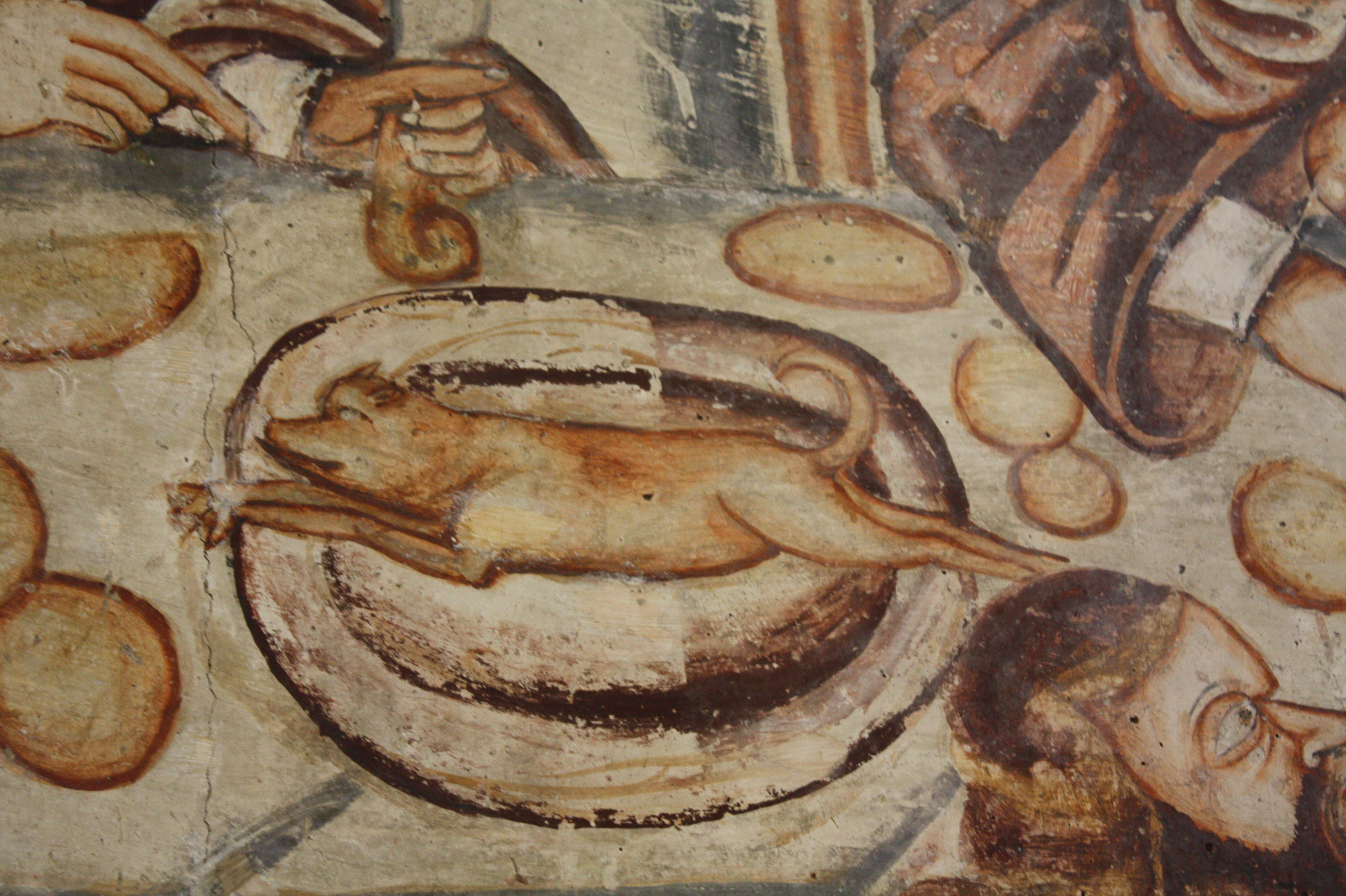
Detalle del interior de la iglesia de Sendelle

#### Arquitectura popular

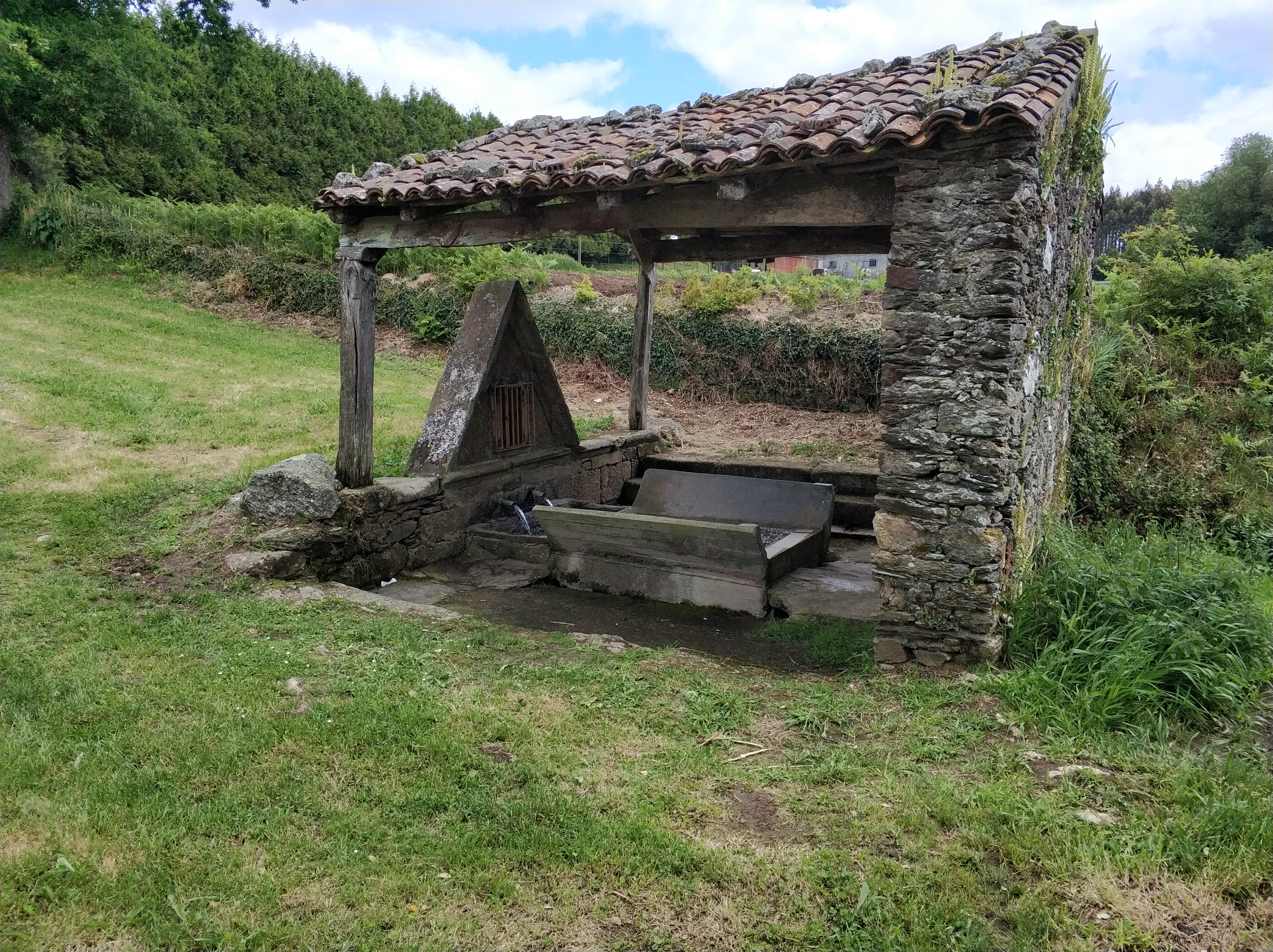
Lavadero de Arentía, en Andabao, Boimorto

En el municipio de Boimorto destacan numerosas obras de arquitectura popular. Entre ellas, se pueden señalar las siguientes:
- Crucero en Areas, en Andabao, con inscripciones sobre la cruz.[78]

- Crucero de San Pedro de Corneda, en Corneda,[79] con gran interés debido a su pequeña capilla con imágenes en su parte baja. Tiene tres escalones y una hucha pegada al pedestal.[80][81]

- Lavadero de Arentía, en Andabao, terminado con un frontón triangular, bajo cubierta de teja a dos aguas sostenida por dos pilares de madera y un muro de mampostería. Se accede a él bajando unas escaleras de piedra.

- Fuente de Boimorto, construida en piedra. Termina en un frontón triangular y tiene una salida de agua. Se accede a ella a través de unas escaleras.

- Lavadero de Boimorto, bajo cubierta de teja a dos aguas sostenida por un muro de mampostería. Este se encuentra soterrado en su parte posterior.

- Hórreo en Viladóniga, en Boimorto, típico de la zona, con un volumen alargado y cubierta a dos aguas que sobresale considerablemente. Está situado sobre otra construcción que parece destinada al almacenamiento.

- Molino en Campo de la Lanza, en Os Ánxeles, realizado en piedra y rehabilitado como vivienda. Aún conserva el canal de traída de agua, aunque se encuentra desviado a escasos metros.

- Molinos en Pousada, en Mercurín, conjunto de construcciones adosadas, de forma rectangular y con muros de granito, realizados en mampostería, excepto en los huecos, que son de granito. Las cubiertas son a dos aguas y de teja.

### Patrimonio industrial
- Tejar de Boimil, una instalación de grandes dimensiones que representa tanto la tradición como la modernidad en la manufactura de tejas. Este tejar funcionó hasta finales de los años 90 y fue la instalación más importante de la zona. Actualmente, se encuentra rehabilitado y ha sido restaurado para ser valorado como un elemento patrimonial de interés cultural.[82]

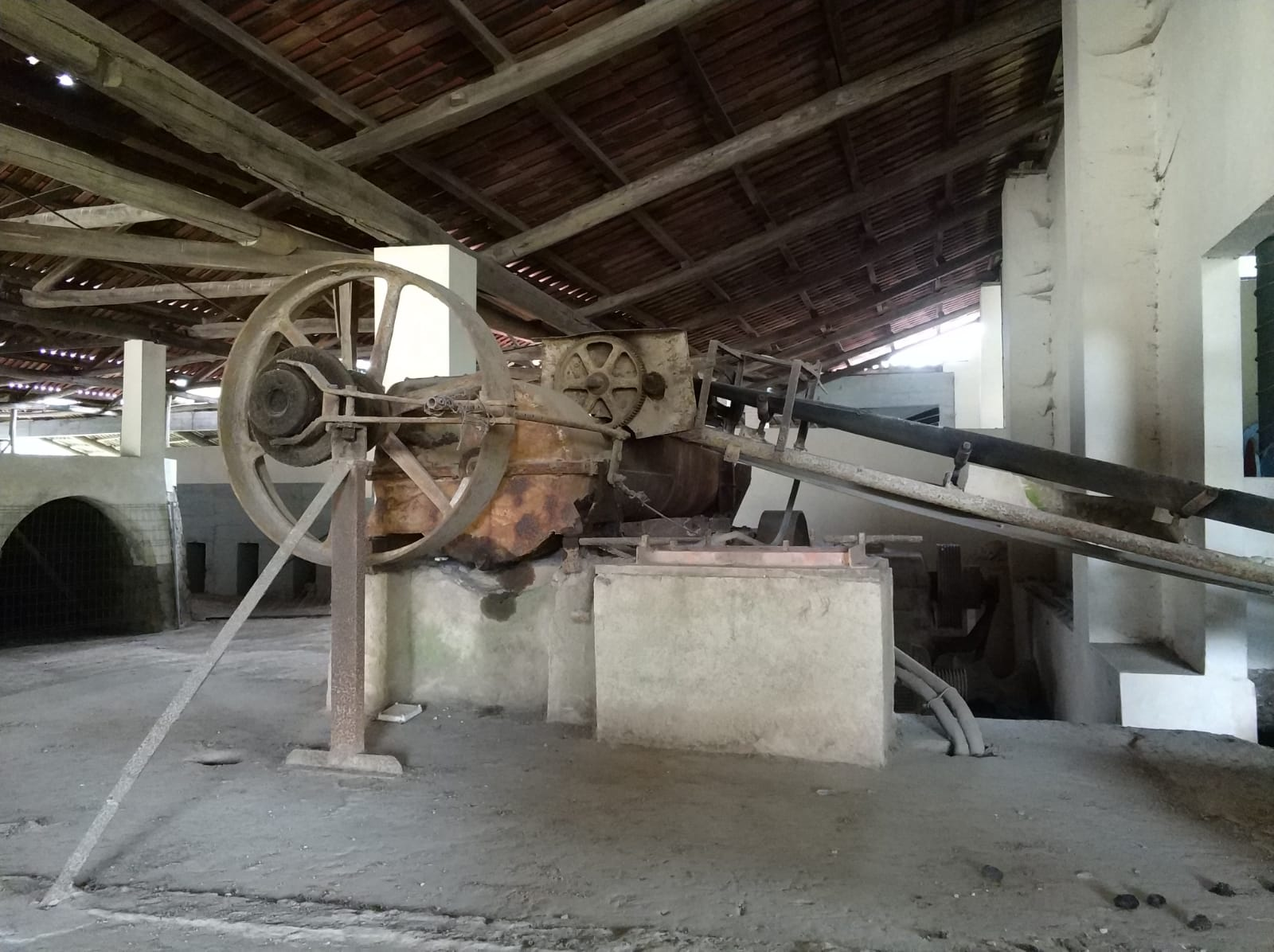
Detalle de una máquina en el interior del Tejar de Baiuca
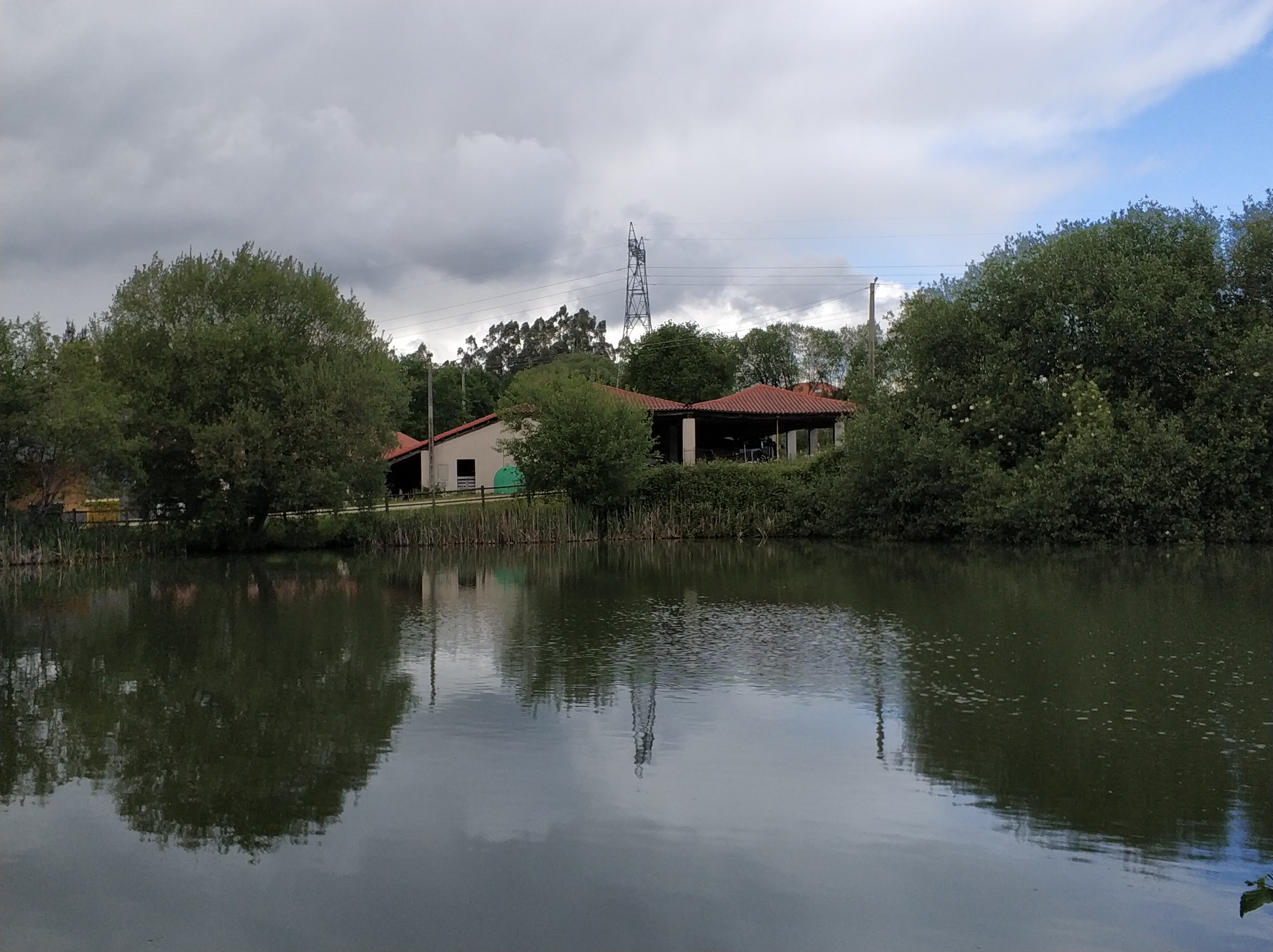
Vista del Tejar de Baiuca desde el lugar donde se obtenía el barro, que actualmente se ha convertido en un lago
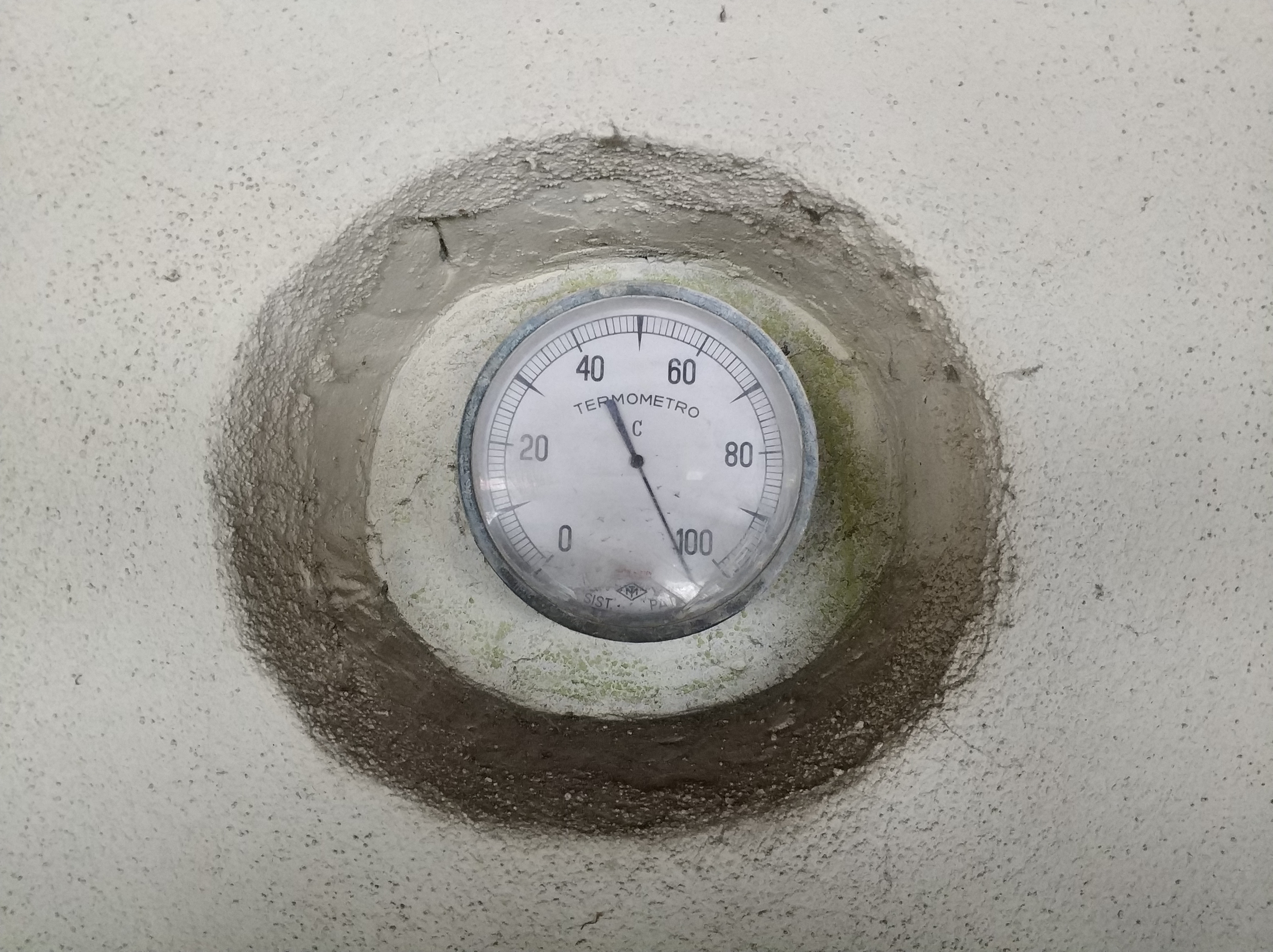
Detalle de un termómetro del horno en el Tejar de Baiuca
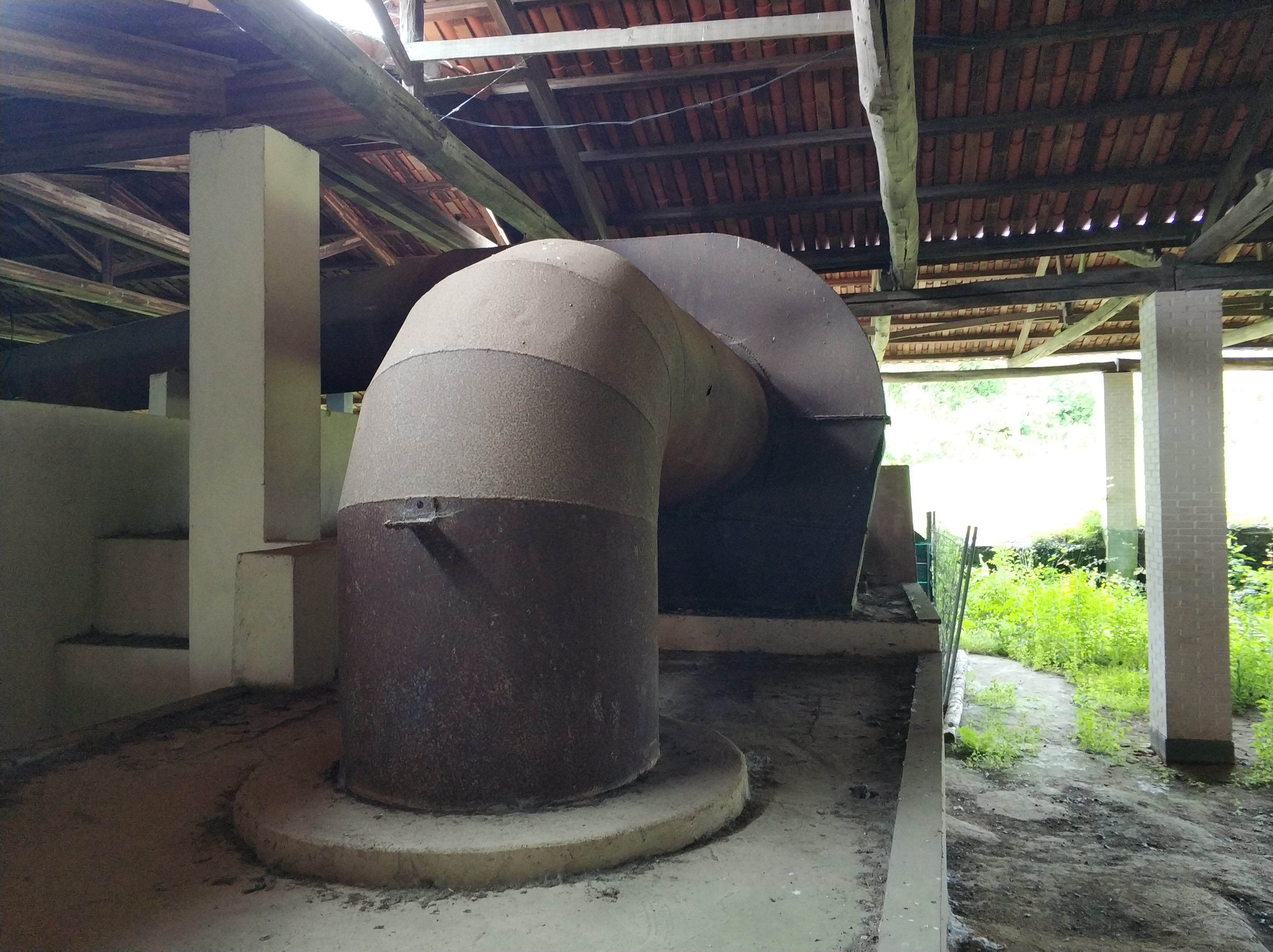
Detalle de la chimenea del horno en el Tejar de Baiuca

### Patrimonio arqueológico
- Monte de Arriba, As Corredoiras, yacimiento en el que se encontraron diversos fragmentos cerámicos datados en la era calcolítica-bronce.[83]

- Mámoa de Crollos Brancos, mámoa del Pinar, que se encuentra bien conservada.[83]

- Mámoas en el Monte da Cabrita, yacimiento que pertenece al Neolítico y está bien conservado.[83]

- Castro de As Corredoiras, castro parcialmente arrasado.[83]

- Castro del Marco de Arriba, castro parcialmente arrasado.[83]

- Castro de Pousada, castro parcialmente conservado.[83]

- Castro de las Medorras, castro en el que solo se conserva un tercio de su estructura original.[83]

- Castro de Pedral, castro con estructuras defensivas bien conservadas.[83]

- Os Castros, castro donde solo se conserva parte de su sistema defensivo.[83]

- Miliario romano: situado ante la casa consistorial de Boimorto, testifica el paso de una vía romana por el término municipal.[84]

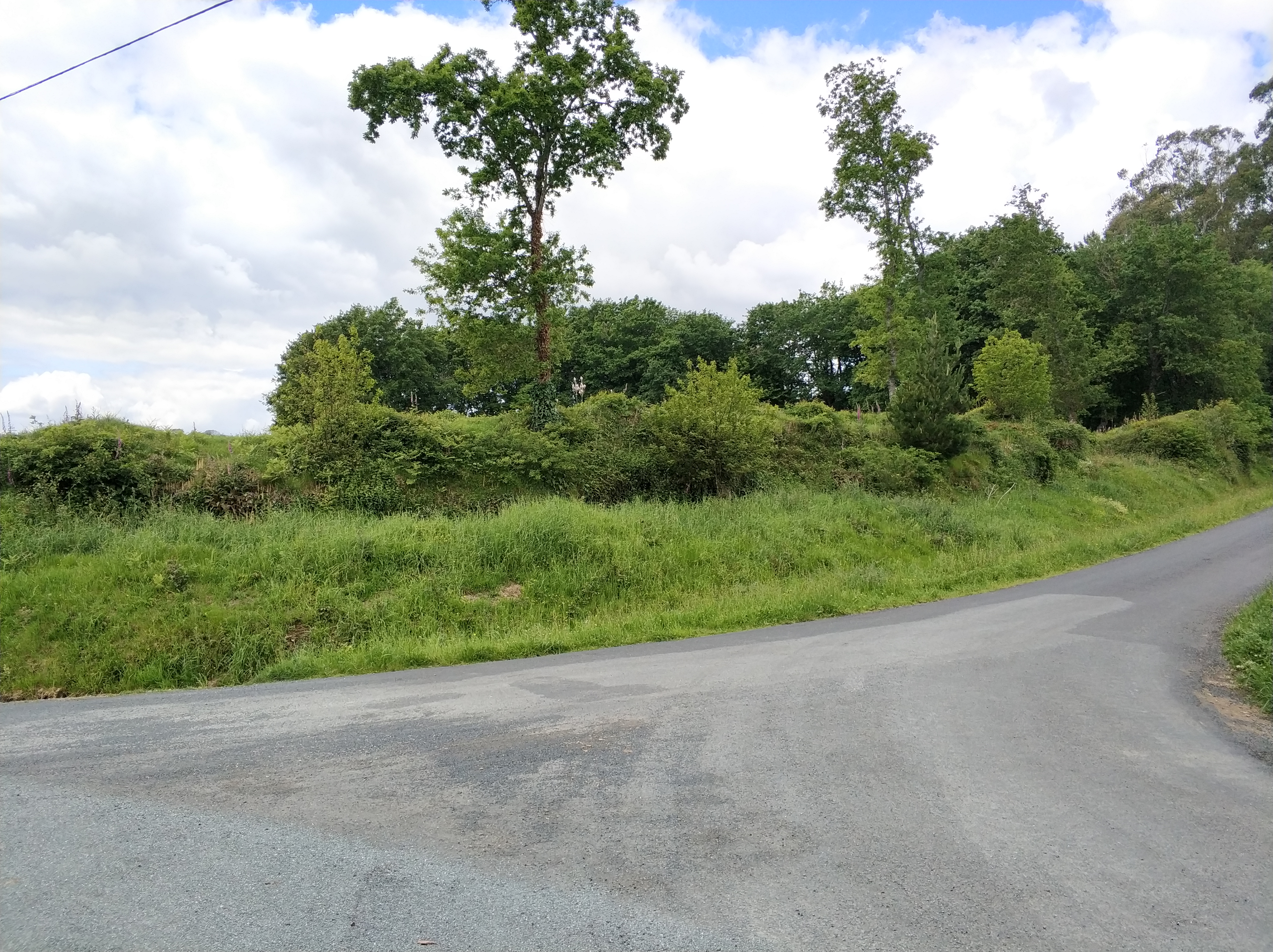
Castro de Marco de Arriba
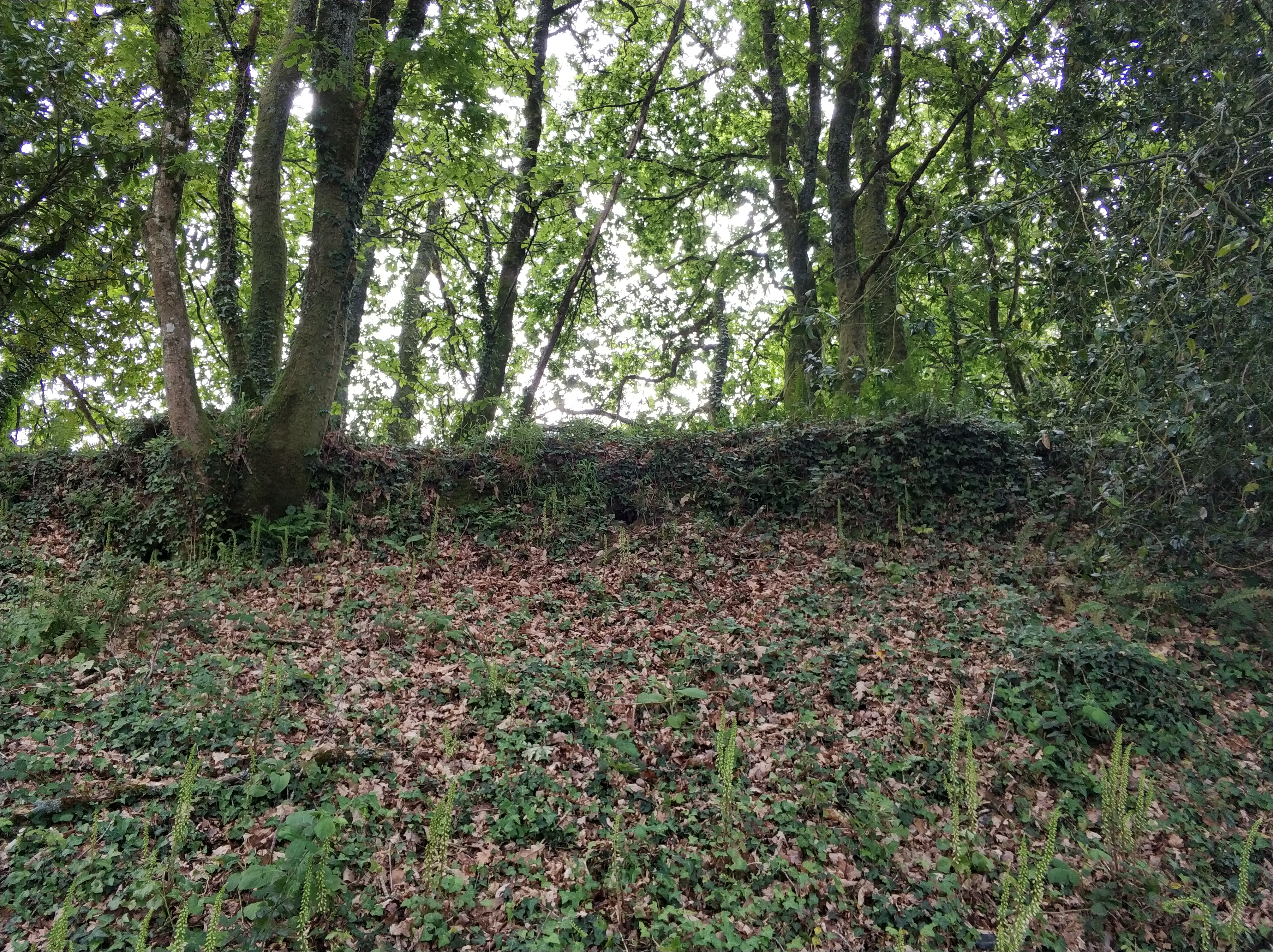
Castro de Marco de Arriba en Sendelle, Boimorto
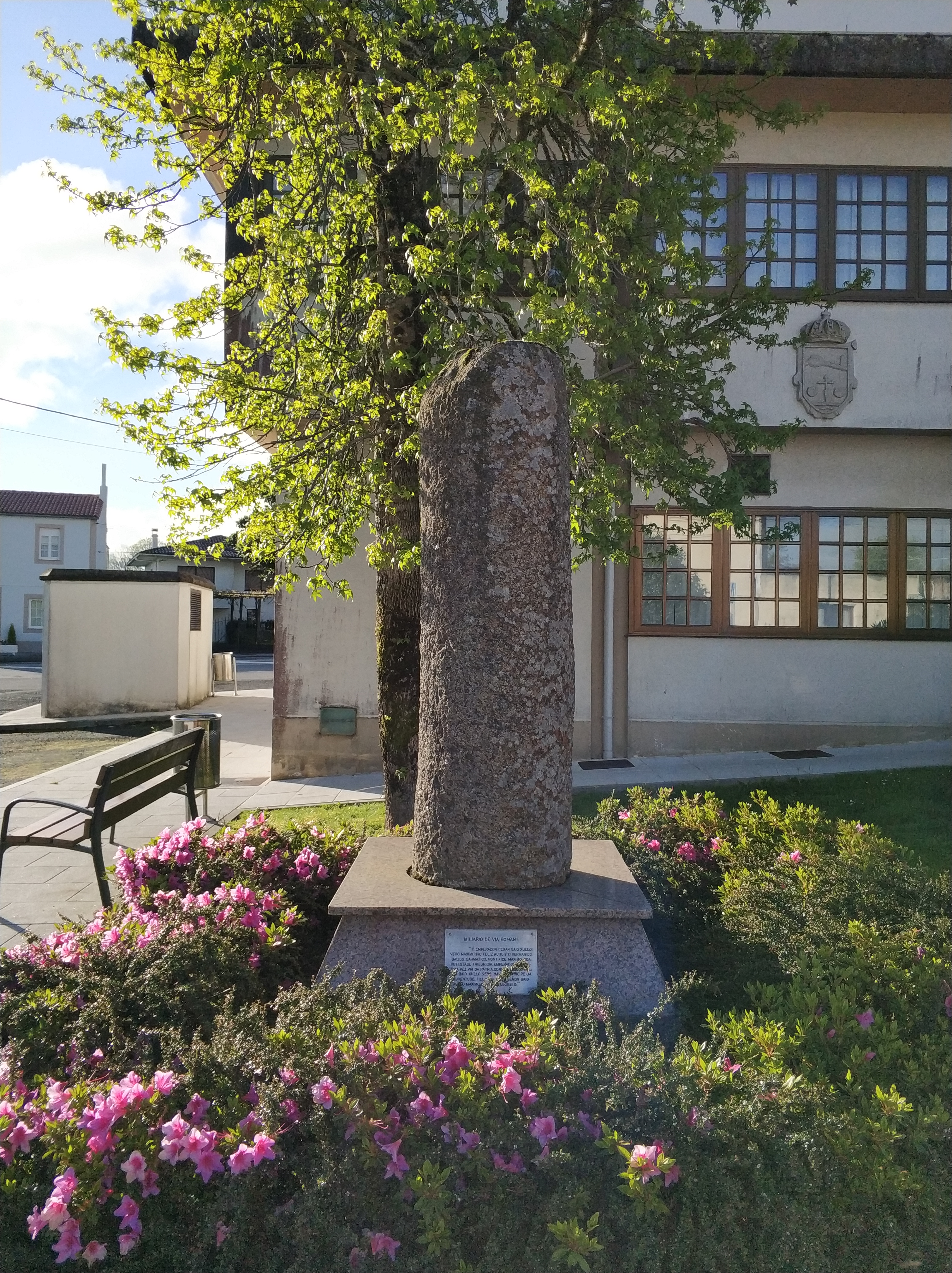
Miliario romano ante la casa consistorial de Boimorto

### Otro patrimonio

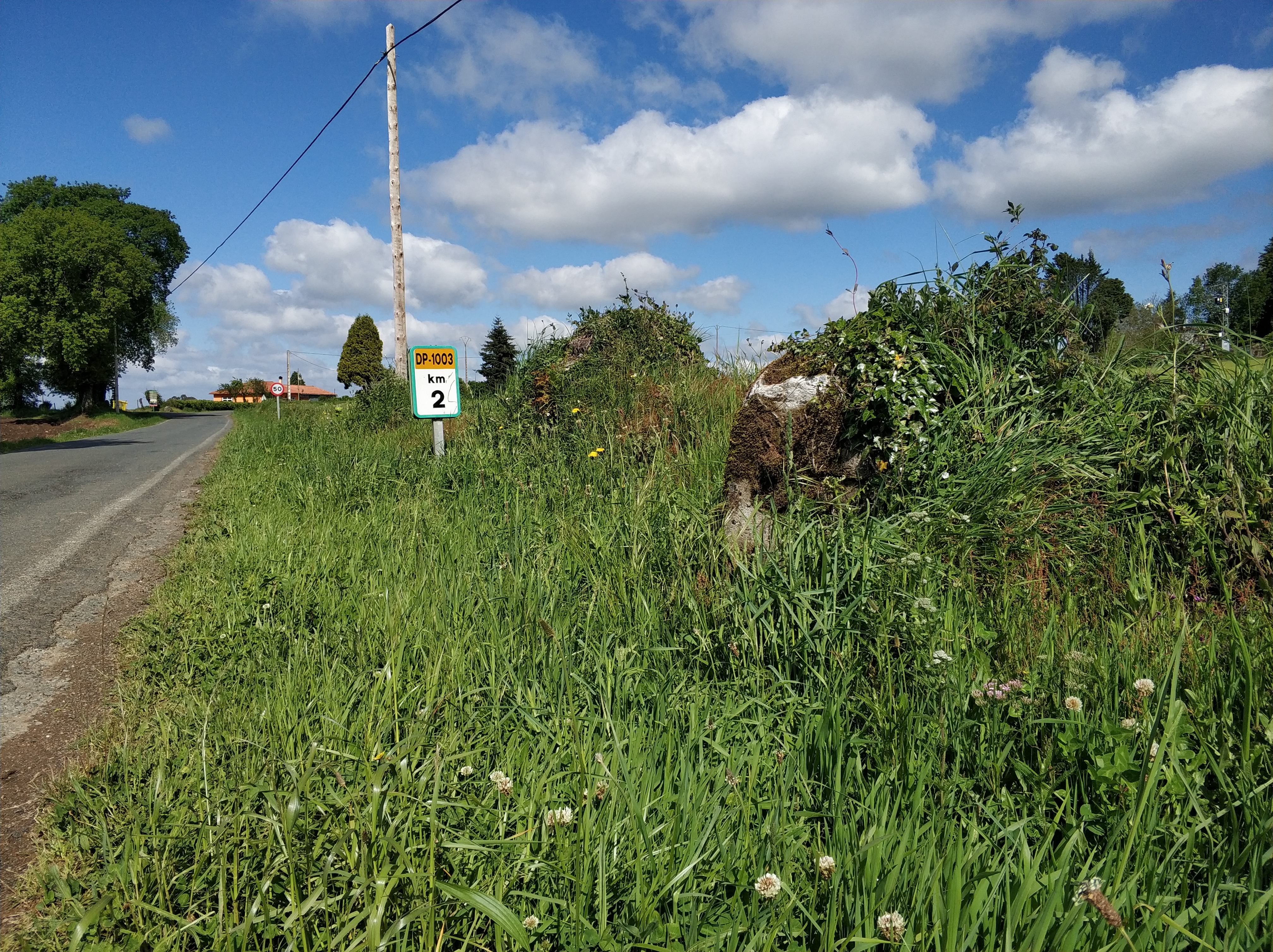
Hito kilométrico del Plan Peña en el km 2 de la CP-1003, en Andabao, Boimorto

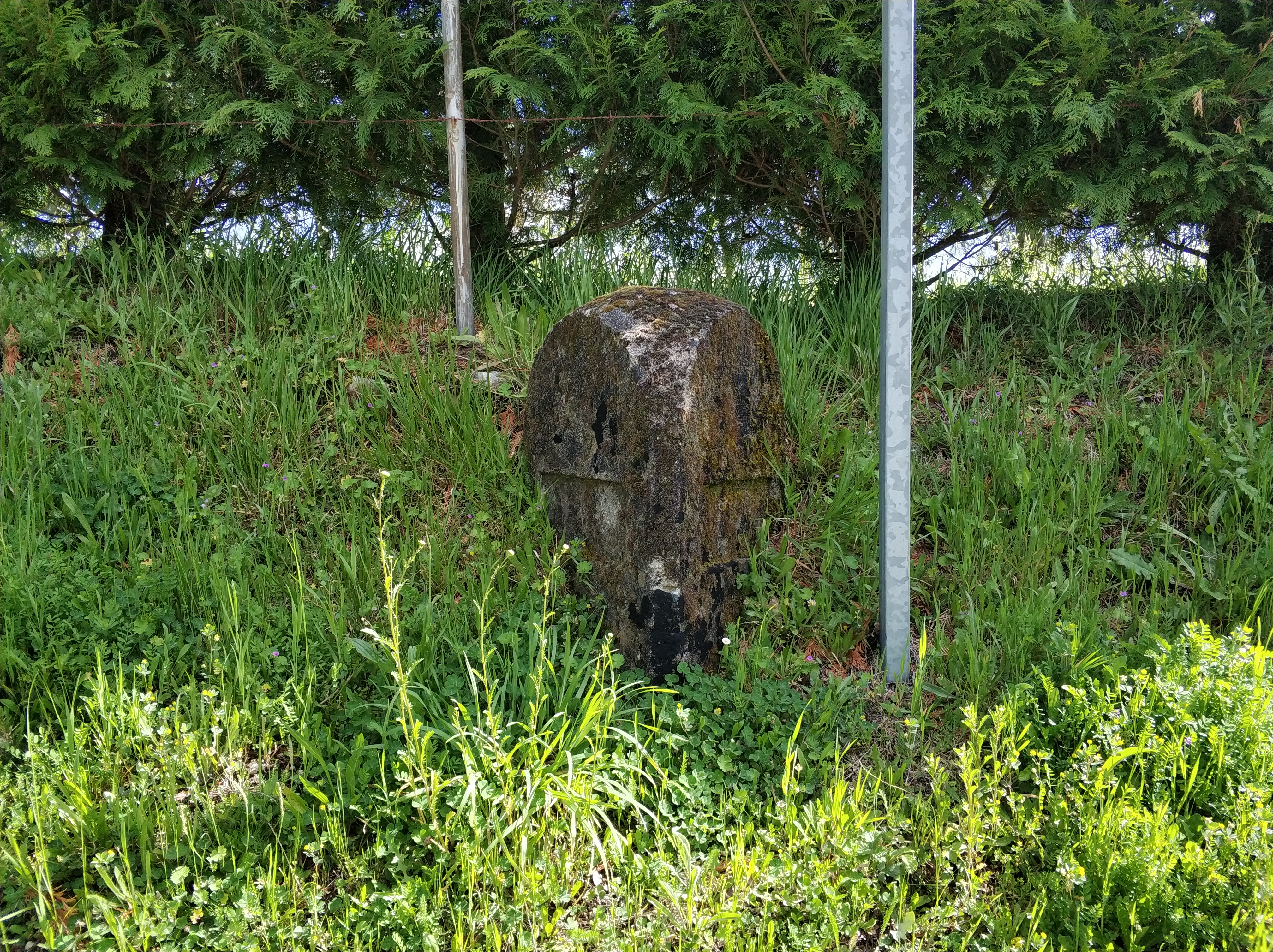
Hito kilométrico del Plan Peña en el km 3 de la CP-1003, en Andabao, Boimorto

- Hitos kilométricos: Varias carreteras del municipio, como la CP-0602 y la CP-1003, conservan hitos kilométricos de granito. Estos hitos fueron estandarizados como parte del Plan Peña de 1939, una normativa que estableció un sistema uniforme de señalización de distancias en las carreteras españolas.[85]

## Deporte

### Instalaciones deportivas
- Complejo Deportivo Javier Álvarez Maristany: Este complejo cuenta con dos campos de fútbol, un área de vestuarios y una cafetería. Además, en el mismo recinto se encuentra la piscina municipal de Boimorto, la cual es de acceso público. Ambos espacios son de titularidad municipal, gestionados por el Concello de Boimorto. El complejo se utiliza para actividades deportivas locales, entrenamientos, y competiciones, y se destaca como uno de los principales puntos de encuentro para los deportistas del municipio.[86]

### Equipos deportivos
Club de Fútbol Boimorto
Fundado en 1977 por el entonces alcalde de Boimorto, Manuel Regueiro Correa, el Club de Fútbol Boimorto es el equipo de fútbol más representativo del municipio. Actualmente juega en la Preferente Galicia-Grupo Norte.
| Temporada | Liga               | Grupo | Puesto | Puntos | Partidos | Partidos | Partidos | Partidos | Goles | Goles |
| --------- | ------------------ | ----- | ------ | ------ | -------- | -------- | -------- | -------- | ----- | ----- |
| Temporada | Liga               | Grupo | Puesto | Puntos | J.       | G.       | E.       | P.       | F.    | C.    |
| 2014-2015 | Regional Galicia   | 1.º   | 5.º    | 50     |          |          |          |          |       |       |
| 2015-2016 | Regional Galicia   | 1.º   | 5.º    | 56     | 34       | 16       | 8        | 10       | 65    | 54    |
| 2016-2017 | Regional Galicia   | 1.º   | 1.º    | 78     | 34       | 25       | 3        | 6        | 82    | 38    |
| 2017-2018 | Preferente Galicia | 1.º   | 15.º   | 46     | 38       | 13       | 7        | 18       | 41    | 58    |
| 2018-2019 | Preferente Galicia | 1.º   | 10.º   | 51     | 38       | 14       | 10       | 13       | 65    | 58    |

Club de Atletismo de Boimorto
Fundado en 2011, el Club de Atletismo de Boimorto pertenece a la categoría autonómica de la Federación Galega de Atletismo.

### Eventos deportivos
Rally Terra da Auga
Boimorto, junto a Arzúa, O Pino, Boqueixón y Touro, es uno de los municipios que acoge el Rally Terra da Auga, una de las pruebas del Campeonato de España de Rally de Tierra (CERT) celebrada en Galicia. Este rally tiene una gran relevancia tanto a nivel nacional como regional, atrayendo a competidores y aficionados del motor de toda España.
Carrera pedestre
Desde 2007, se celebra una carrera pedestre popular en Boimorto, que ha ganado popularidad a lo largo de los años. Este evento reúne a corredores de todas las edades, y los participantes se dividen en hasta trece categorías, lo que permite la participación de personas de diferentes niveles y edades.

## Servicios públicos

### Centro Público Integrado Armando Cotarelo Valledor
El CPI Armando Cotarelo Valledor es un centro público gestionado por la Junta de Galicia, que ofrece una educación integral desde educación infantil, educación primaria hasta Educación Secundaria Obligatoria (ESO). Además de los estudiantes del municipio, el centro acoge a alumnos de Sobrado dos Monxes y Vilasantar.

### Punto de Atención a la Infancia
El proyecto para la creación del Punto de Atención a la Infancia (PAI) comenzó en 2007. Actualmente, sigue en funcionamiento y proporciona atención a niños de Boimorto y otros municipios cercanos. Este servicio tiene como objetivo promover el desarrollo infantil mediante actividades educativas y recreativas.

### Residencias para la tercera edad
Boimorto cuenta con dos residencias para la tercera edad: una pública y una privada. La Residencia Nuestra Señora de la Magdalena, situada en el lugar de Arentía, en la parroquia de Andabao, fue creada en 1995. Esta residencia de tipo mixto cuenta con una unidad para personas mayores y otra destinada a personas con trastornos de diversa índole. Dispone de 50 plazas para personas mayores y ofrece un ambiente adaptado a las necesidades de sus residentes.
Además, el municipio dispone de un centro de día que ofrece una amplia variedad de actividades dirigidas a la tercera edad. El centro está diseñado para mejorar la calidad de vida de las personas mayores mediante programas de rehabilitación, actividades culturales y sociales. Este centro ofrece un entorno adecuado para las personas mayores que requieren asistencia en su vida diaria, permitiendo su integración activa en la comunidad.

## Transporte
El municipio de Boimorto está atravesado por diversas carreteras autonómicas y provinciales que conectan la localidad con otras zonas de la provincia de La Coruña y la comunidad autónoma de Galicia.

### Carreteras Autonómicas
Por Boimorto pasan tres carreteras autonómicas clave:
- AC-840: Esta carretera conecta Betanzos con Mellid, y es principalmente utilizada para llegar a Curtis, Mellid o La Coruña.[99]

- AC-234: Esta carretera conecta el lugar de Corredoiras (en el municipio de Boimorto) con Arzúa. Es una vía importante para aquellos que se dirigen a Santiago de Compostela a través de la autopista A-54.[100]

- AC-934: Parte de Corredoiras, pasa por Sobrado dos Monxes y termina en Friol, cambiando su denominación a LU-934.[100]

### Carreteras Provinciales
Además de las carreteras autonómicas, Boimorto cuenta con una red de carreteras provinciales que conectan diversas parroquias y localidades del municipio:
- CP-0602: Conecta Boimorto con Sendelle y Trapa.
- DP-0603: Une Boimorto con Orxal.
- DP-1001: Conecta Corredoiras con Mella.
- DP-1002: Une Boimorto con Viladónega.
- DP-1003: Conecta Boimil con O Gandarón.
- DP-1004: Une Boimorto con Lanzá.

### Conexión con Otras Vías Nacionales
Estas carreteras provinciales permiten conectar Boimorto con importantes vías nacionales:
- La N-547, que conecta Santiago de Compostela con Lugo, pasando por los municipios de Arzúa y Frades.
- La N-634, que conecta Santiago de Compostela con San Sebastián, atravesando el municipio de Mesía.

Estas rutas son esenciales para la conectividad del municipio con otras partes de Galicia, facilitando el acceso tanto a zonas rurales como a las principales ciudades de la región.